# Palmácia
Palmácia é um município brasilleiro do estado do Ceará, localizado na região serrana do estado, microrregião de Baturité e Mesorregião do Norte Cearense e faz parte do Polo ou Circuíto Turístico Serra de Guaramiranga e está situada na Área de Proteção Ambiental da Serra de Baturité, do Corredor Ecológico do Rio Pacoti e dentro da Reserva da Biosfera da Mata Atlântica. Localiza-se a 74 quilômetros da capital do estado, a cidade de Fortaleza. Ocupa uma área de 117,814 km², considerada uma das cidades com potencial para o turismo de aventura e ecoturismo no Brasil e sua população foi estimada no ano de 2018 em 13 214 habitantes pelo Instituto Brasileiro de Geografia e Estatística. O seu índice de desenvolvimento humano é de 0,650 considerado como médio pelo Programa das Nações Unidas para o Desenvolvimento, possui um colégio eleitoral de aproximadamente 9 mil eleitores. A cidade é conhecida como a “Princesinha da Serra” e "Terra das Palmeiras". Possui clima ameno, com temperatura média de 19 ºC. É também terra natal do Professor Vicente Sampaio, do Padre Perdigão Sampaio e do Ministro da Integração Nacional Francisco Teixeira.

## Etimologia
O nome primitivo do povoado que deu origem ao lugar era Palmeiras.
O topônimo Palmácia, de formação erudita, vem de Palmacea, família botânica das palmeiras. Antes de Palmácia, o nome sugerido foi Pindobal que também significa terra das palmeiras, mas não foi aceito pela população local.
Palmácia teve diversos nomes desde sua fundação como Arraial das Palmeiras, Palmeiras, Silva Jardim, Pindobal (permaneceu pouco tempo, pois não foi aceito pela população local) e finalmente Palmácia.
| 1825                  | 1862      | 1897         | 1897      | 1938     | 1943     | 1943     | 1957     |
| --------------------- | --------- | ------------ | --------- | -------- | -------- | -------- | -------- |
| Arraial das Palmeiras | Palmeiras | Silva Jardim | Palmeiras | Palmeira | Pindobal | Palmácia | Palmácia |
| Povoado               | Distrito  | Cidade       | Vila      | Distrito | Distrito | Distrito | Cidade   |

## História
Primeiros indícios de ocupação e a fundação do Arraial das Palmeiras
A região em que hoje se situa o município de Palmácia começou a ser ocupada ainda no século XVIII, quando uma grande seca atingiu todo o estado do Ceará e todo o Nordeste Brasileiro,os índios da etnia baturité foram se refugiar na região serrana onde hoje é Palmácia,sendo o primeiro indício de ocupação da terras palmacianas, porém após a seca muitos dos índios baturités retornaram a seu lugar de origem e assim a fundação do futuro município de Palmácia só teve início anos depois devido a ocupação de sobras das sesmarias nas encostas da região do Maciço de Baturité. As primeiras notícias dessa ocupação são do final do primeiro quartel do século XVIII, nos meados de 1775 já existiam povoados criados por diversas localidades do maciço, por ocasião da seca de 1825. Um ramo de dois clãs importantes do povoamento cearense (Queirós e Sampaio), concorreram para a formação do novo núcleo familiar da região,sendo o principal meio de transporte da época burros e jumentos dos tropeiros ou comboieiros, que viviam de fretes e eram os maiores desbravadores da serra,na medida que os tropeiros avançavam nas regiões desconhecidas eram encontradas novas trilhas usadas pelos índios. A principal razão que fizeram os tropeiros desbravar região foi que ao encontrarem uma trilha que vinha de Aratuba e passava pela região do Arraial das Palmeiras e que era usada pelos índios fazia com que a viagem a capital fosse mais rápida,fazendo que a cada dia essa rota fosse mais usadas pelos tropeiros,uma destas existe até hoje é conhecida é o manancial d'água conhecido como Bica, ponto obrigatório de parada dos tropeiros para beberem água e darem aos animais meio a viagem de transporte do babaçu e do côco. Assim, surgiram os cortadores de palmas, fazendo nascer os pequenos povoados de pequenas choças, os povoados iam se expandindo a cada dia com barracas de palhas e foram eles, os tropeiros, que colocaram o primeiro nome da região de Arraial das Palmeiras.

### ASeca dos três setese a construção doAçude da Comissão

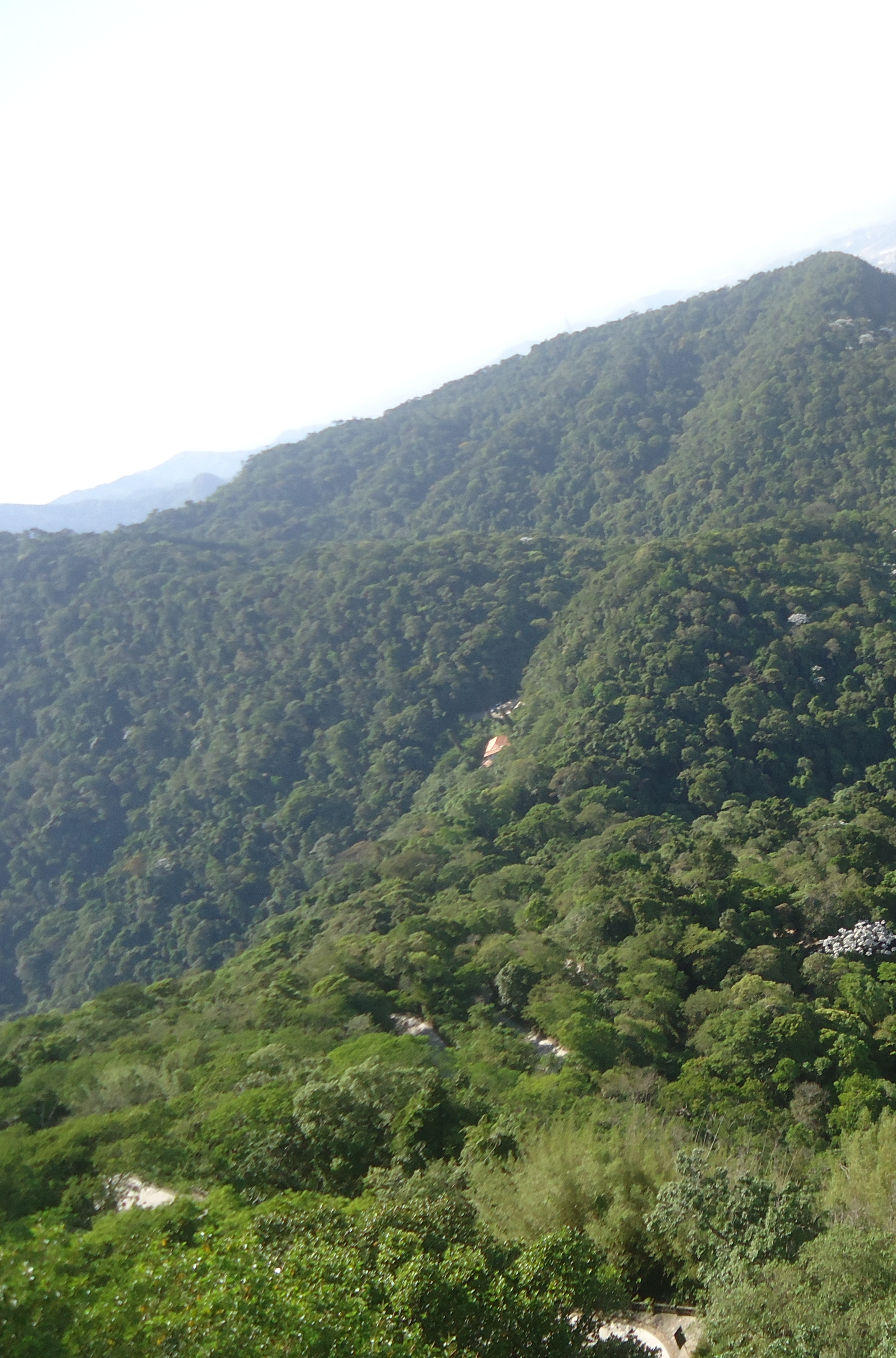
Palmácia desenvolveu-se na região serrana do Maciço de Baturité

D. Pedro II reinou de 1831 a 1889 ano em que foi deposto,seu reinado foi de estabilidade e muito próspero. O Ceará em seu reinado era um estado com fronteiras ainda bastante indefinidas.
Palmácia, nessa época chamada de Palmeiras, não passava de um monte de casas, era uma vila. A Seca dos Três Sete (1877, 1878 e 1879) arrasou o Estado e Palmácia sofreu muito com ela, para resolver o problema, D. Pedro II mandou que se fizesse a construção de açudes sendo o da Comissão um deles, em virtude da Comissão Científica do Nordeste.
O Imperador não mediu esforços para a resolução do problema ele proferiu a frase: "Se preciso for venderei até a última pedra de brilhante da minha coroa para que nenhum brasileiro morra de fome."
As obras foram iniciadas em 1878, quando o Imperador ordenou que se abrissem frentes de trabalho para livrar o povo da fome e da sede.
Palmácia, na época chamado Palmeiras, distrito de Maranguape, foi, portanto, visitado pela citada comissão que estudou a possibilidade de construção do açude; o mesmo foi de fato edificado, durante três anos, e, após sua inauguração, passou a ser chamado de Açude da Comissão.

### Construção da capela e do Campo Santo
Com o crescimento da população de Palmácia, isso iniciou-se a construção de um oratório que foi construído por Monsenhor Custódio, a capela foi ampliada mais tarde por Monsenhor Tabosa, com isso começou construções em volta da igreja formando assim um arruado populacional. Havia a necessidade de um cemitério em Palmácia,que foi construído onde hoje é o prédio do Mercado Público de Palmácia, mas foi logo desativado pois havia o risco de contaminar o solo.Com uma generosa doação de terras por José Ildefonso Campos foi construído o novo "campo santo".

### Chegada de Maria Amélia Perdigão Sampaio e a elevação à categoria de vila
Com a chegada de Maria Amélia Perdigão Sampaio que foi a primeira professora pública da cidade, Palmácia deixou de ser lugarejo e passou à categoria de vila,pois para ser elevada a categoria de vila precisava de uma professora pública a partir desse fato iniciou-se a Educação Formal Palmaciana.

### Construção do Santo Cruzeiro
Em 1939, no lugar conhecido como Serrote do Meio, por estar localizado entre a Pedra do Bacamarte e a Torre da Lua, o local escolhido teve a aprovação do proprietário senhor Bráulio e o padre Pedro Vermeulen assumiu a coordenação dos trabalhos e no decorrer do tempo ia propagando a ideia nos sermões imputando aos homens a penitência de ajudar a  concretizar a obra. Ao mestre Mundico, coube a tarefa de ir atrás da madeira da cruz, foi no sitio São José, de João Teixeira Joca que encontraram duas aroeiras de grande poste, ideais para o projeto dos padres.
Com a ajuda de centenas de homens para o transporte, levaram a cruz pela Rua da Vila Campos (Rua Francisco de Queirós), numa grande grande euforia tomaram o padre nos braços e o puseram sobre uma peça do cruzeiro e o conduzindo assim, até a igreja, após a benção a peça foi levada ao topo do morro para ser fixada.

### Emancipação

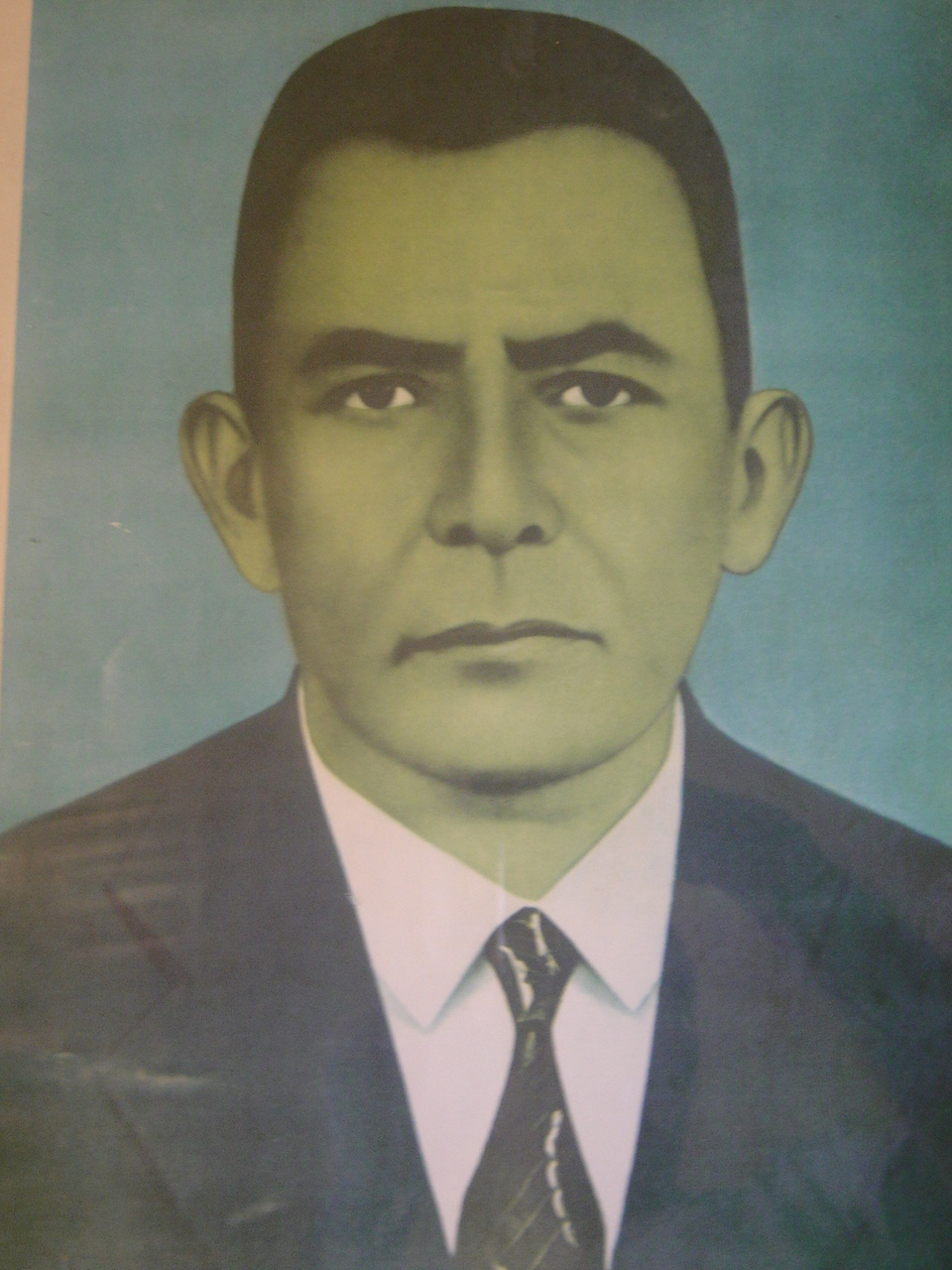
Atanásio Perdigão Sampaio, um dos líderes do Movimento de Emancipação Política de Palmácia e primeiro prefeito de Palmácia.

Foi criado pela lei nº 3.779, de 28 de agosto de 1957, sancionada pelo então governador Paulo Sarasate Ferreira Lopes e antes era distrito de Maranguape. O ato histórico, na época, reuniu  em Fortaleza no Palácio da Luz autoridades como os deputados Almir Pinto (PSD), Barros dos Santos e Edival Távora (UDN), além de lideranças palmacianas como o Vigário Padre Tomás de Aquino, Moacir Aguiar, Paulino Ibiapina, Adauto Sampaio de Andrade, Hermínio Muniz, Irapuan Campelo, Flávia Andrade (Geminiano), Carlos Campos, Etevaldo Campos, dentre outros. Presidiu a instalação do novo Município o então Prefeito  de Maranguape, Humberto Mota. O primeiro Prefeito de Palmácia foi o líder político, subprefeito de Maranguape, delegado especial e empresário Atanásio Perdigão Sampaio (PSD) e o vice o professor Valter Rebouças Macambira.
Após o seu desmembramento de Maranguape, passou ao status de município com sede no antigo distrito de Palmácia. O município foi instalado em 7 de setembro do mesmo ano, Palmácia ficou dividida em 2 distritos: Palmácia (sede) e Gado dos Ferros (à época, apenas Gado). Em 1988 foi reconhecido o distrito de Gado dos Rodrigues. Seu primeiro prefeito foi Atanásio Perdigão Sampaio.

### O Bicho da Água Verde e a repercussão nacional[22]
Um dos fatos mais curiosos de Palmácia aconteceu quando apareceu o Bicho da Água Verde na Região da Baixada, onde a população pensava se tratar de uma réptil pré-histórico ou um dinossauro. A imprensa nacional noticiava o bicho na cidade.
TRECHO DA REVISTA O CRUZEIRO (25 de setembro de 1966):
"A presença do possível espécime fóssil de réptil marinho em águas cearenses é motivo de promoção política do pequenino e pobre município de Palmácia, que vive, agora, os seus grandes momentos, com citações na imprensa falada e escrita do País".

### Centenário da educação formal
No ano de 1997 aconteceu o Centenário da Educação Formal em Palmácia que marca a chegada da Professora Maria Amélia Perdigão Sampaio vinda de Tamboril em 1897,com sua chegada Palmácia passa a categoria de vila,a primeira escola de ensino médio do município leva seu nome.

### Criação do Prêmio Torre da Lua
O Prêmio Torre da Lua é criado para homenagear as personalidades mais importantes do município, anualmente.

### Primeira renúncia de um prefeito
Em 2008, acontece a primeira renúncia de um prefeito da cidade,João Antônio Desidério de Oliveira renuncia o cargo no final de seu mandato para evitar a cassação.

### Reconstrução do Santo Cruzeiro
Em 2010, sob a liderança do Terço dos Homense de muitos outros fiéis, a Paróquia de Palmácia conseguiu reinstalar um novo, grande e bonito Santo Cruzeiro, o qual de braços estendidos indica o reinado de salvação de Nosso Senhor Jesus Cristo sobre toda humanidade. Às 06:00 h foi celebrada a Santa Missa na Igreja Matriz, presidida por Pe. Marcos Oliveira, com a bênção do Santo Cruzeiro. Logo após todos seguiram em caminhada, rumo a alta montanha aonde o mesmo Cruzeiro foi reinstalado com muita fé, entusiasmo e organização. Este evento também marcou a última celebração do Pe. Marcos Oliveira como pároco de Palmácia.

.

## Geografia
Palmácia possui área de 150,800 km², e está localizada a 60 km de Fortaleza em linha reta e 73 km de condução da capital.

### Demografia
Sua população estimada em 2012 era de 12.330 habitantes.

#### Etnias
| Cor/Raça | Percentagem |
| -------- | ----------- |
| Branca   | 69,5%       |
| Preta    | 5,3%        |
| Parda    | 12,2%       |
| Amarela  | 0,5%        |

### Vegetação

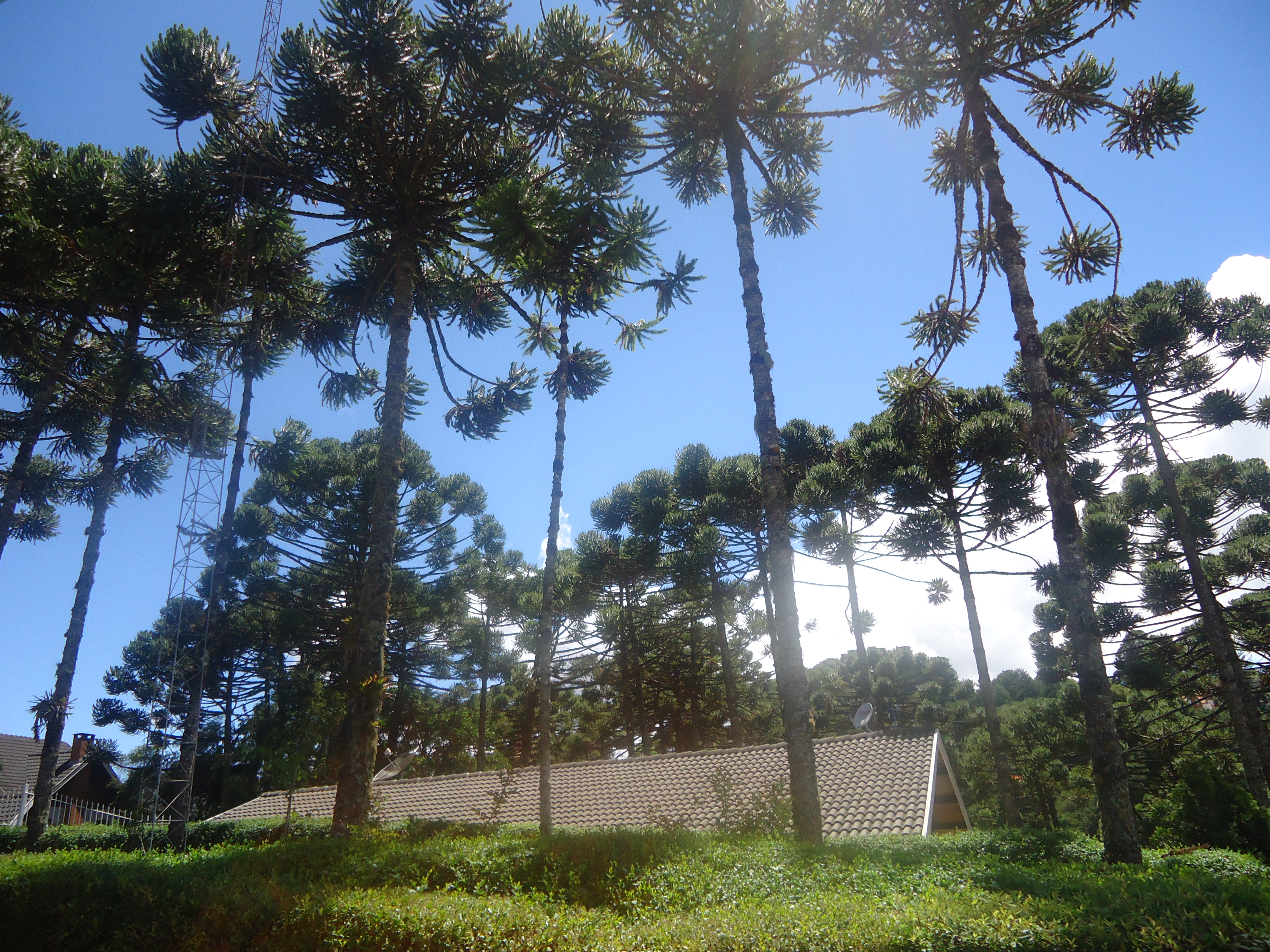
Araucárias em frente a uma propriedade rural na cidade

Localizado no Maciço de Baturité, tem uma vegetação variada desde a Caatinga arbustiva densa, floresta subcaducifólia tropical, floresta úmida semiperenofólia, gramíneas, ervas, mata serrana, floresta úmida semicaducifólia, floresta caducifólia, mata atlântica e mata ciliar.
Está na Área de Proteção Ambiental (APA) Serra de Baturité.

### Solos
A região apresenta os solos bruno não cálcico e podzólico vermelho-amarelo,sob uma estrutura geológica relativamente simples, com predomínio de rochas de embasamento cristalino de idade pré-cambriana, representadas por gnaisses, granitos e migmatitos. Sob este substrato, repousam coberturas aluvionares, de idade quartenária.

### Fuso Horário
O horário oficial de Palmácia como no resto do estado é UTC-3, ou seja, equivalente ao horário brasileiro oficial. A cidade de Palmácia não participa do horário brasileiro de verão.

### Relevo
A área do município de Palmácia tem relevo heterogêneo; as regiões centro-sul, centro-este e centro-oeste apresentam topografia montanhosa por encontrar-se na região setentrional do Maciço de Baturité; na região norte do município encontram-se planícies e vales férteis, verificando cordões de ligação orográfica com os vizinhos sistemas de Aratanha e Maranguape através de cerros de pequena altitude.
Na parte montanhosa do município destacam-se algumas serras que concorrem para amenidade do clima da região, os quais tem uma altitude média de 700 m, sendo elas: Serra do Lajedo, Bacamarte, São João, São Paulo, Serra Nova e Torre da Lua.A altitude no município varia de 160 m a cerca de 1000 m.
A área em questão constitui um dos mais expressivos compartimentos do relevo elevado do Ceará, os chamados relevos residuais resultantes dos processos erosivos ocorridos na era Cenozoica que envolve o período terciário, o qual teve início no Paleoceno, há quase 70 milhões de anos e terminou no Quartenário (Holoceno e Pleistoceno), período mais “recente” na escala do tempo geológico, iniciado há um milhão de anos, quando ocorreram as mais severas eversões (desmoronamentos) do pavimento nordestino, até tornar-se desgastada a depressão sertaneja atual. Geologicamente, a região é formada por rochas do embasamento cristalino do pré-cambriano (período geológico mais antigo da terra).

### Hidrografia

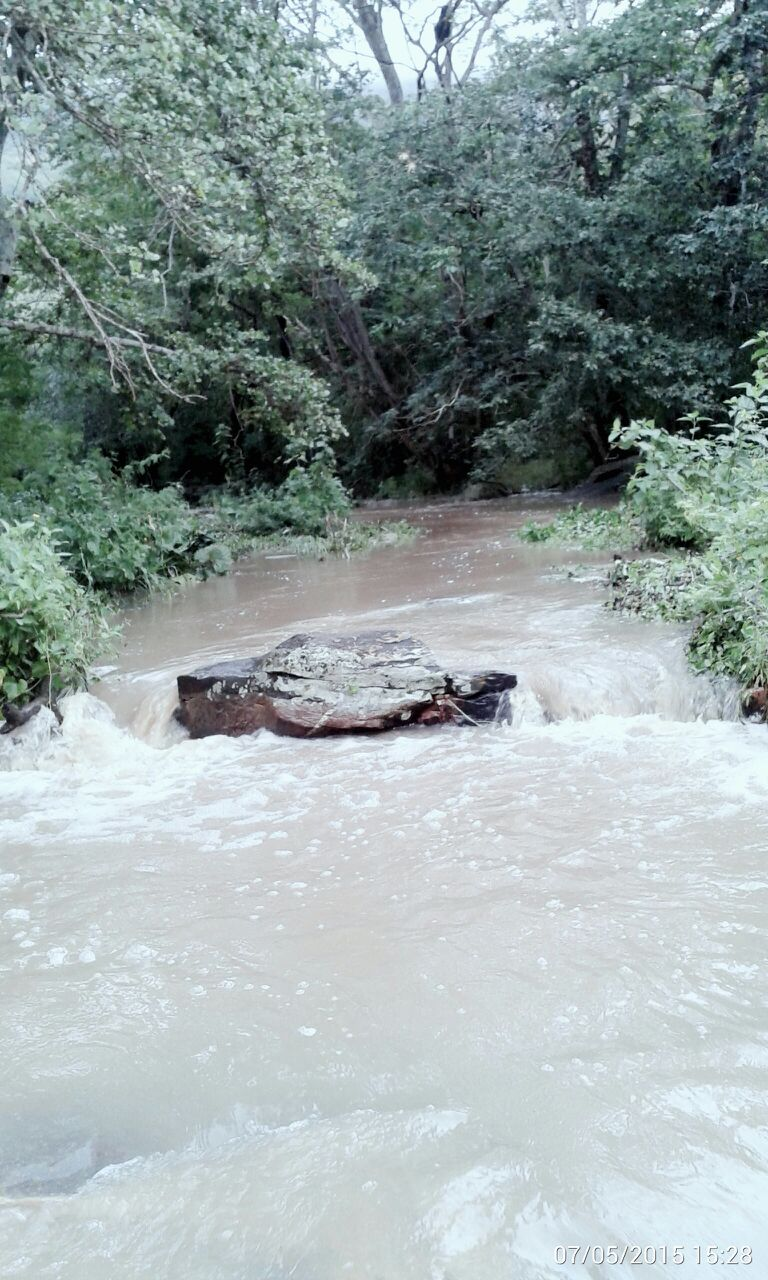
Corredeira na zona rural do município

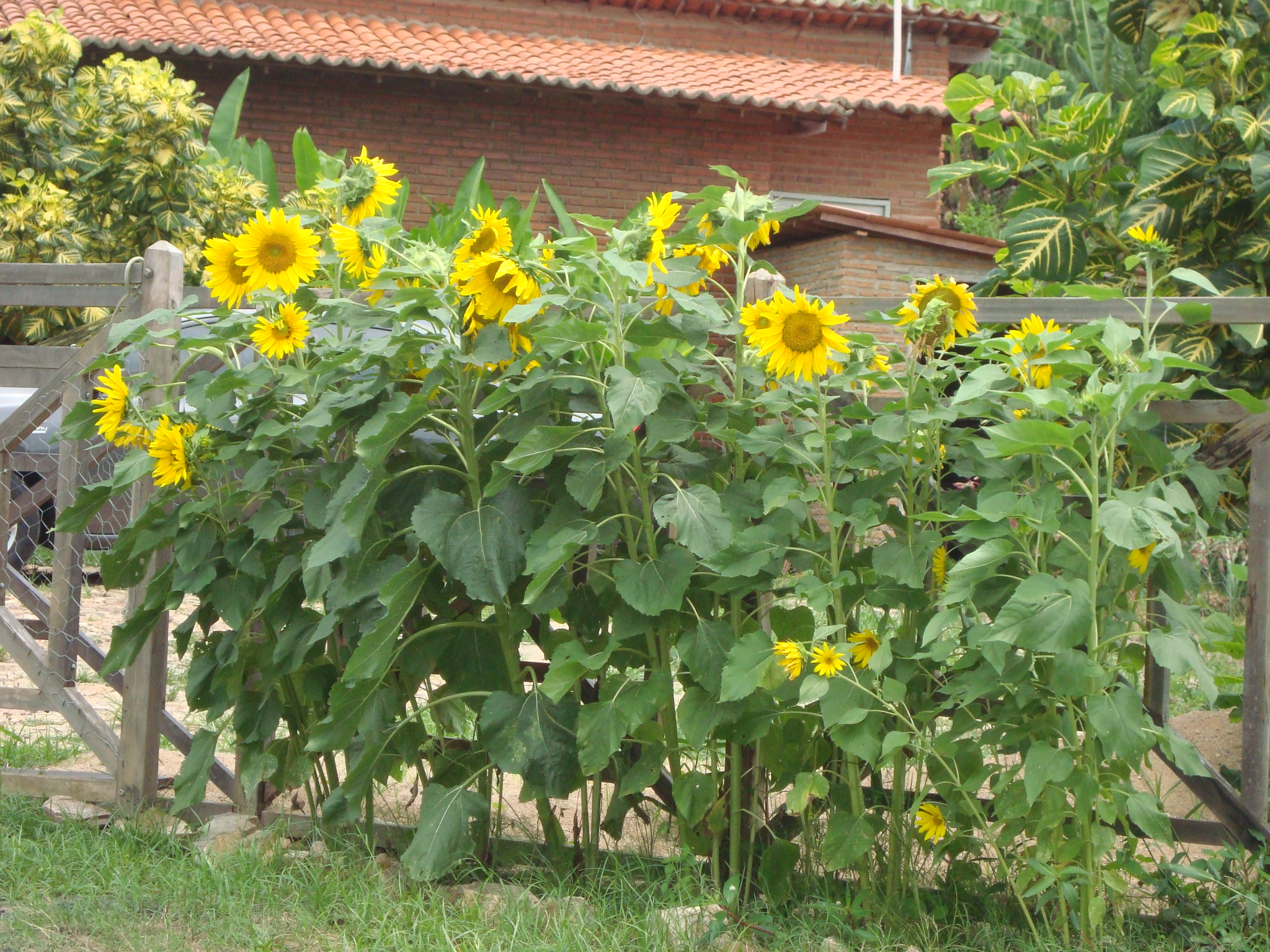
Girassóis em Palmácia

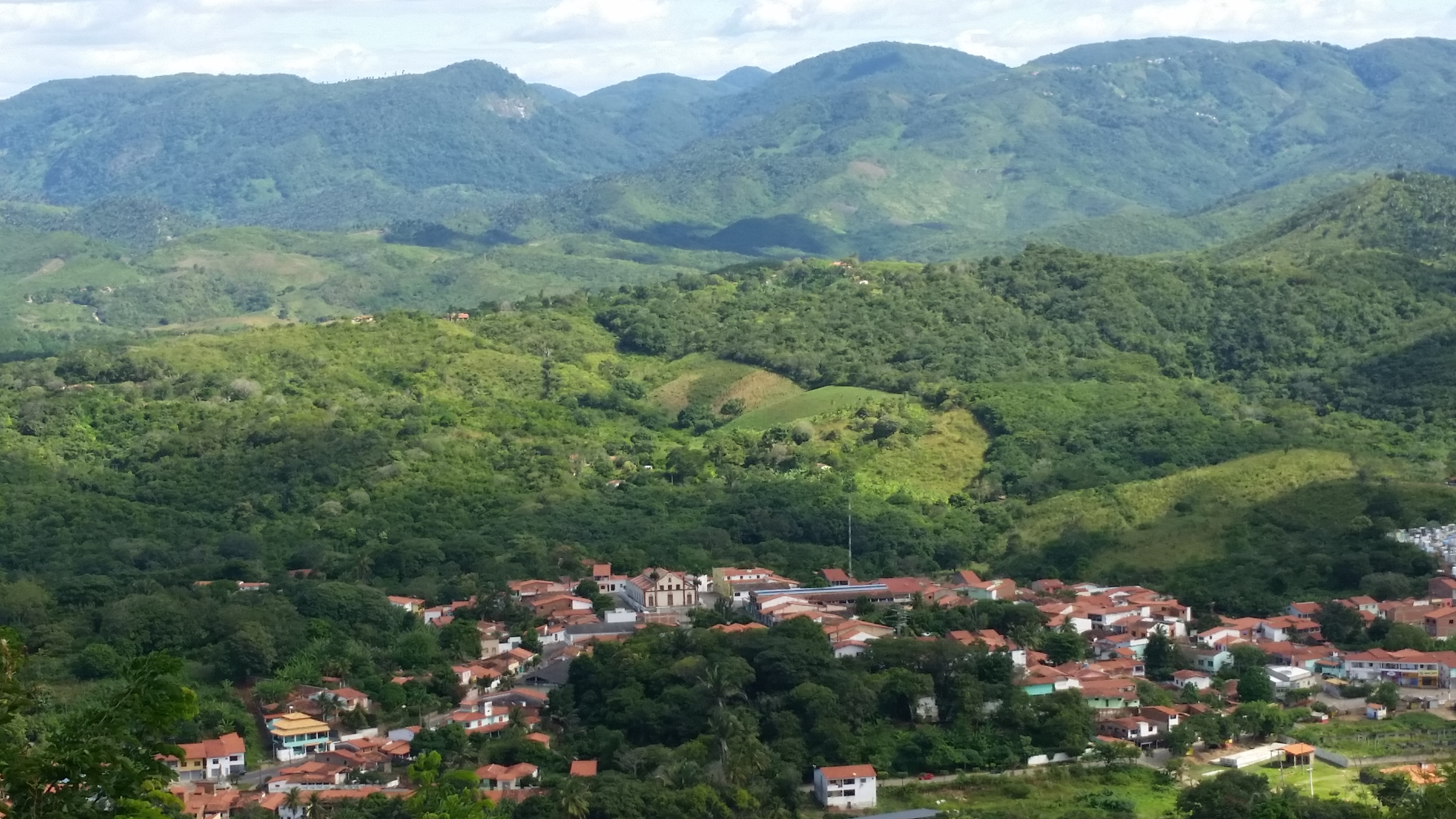
Palmácia está encravada na Serra de Baturité e abriga uma diversa fauna e flora

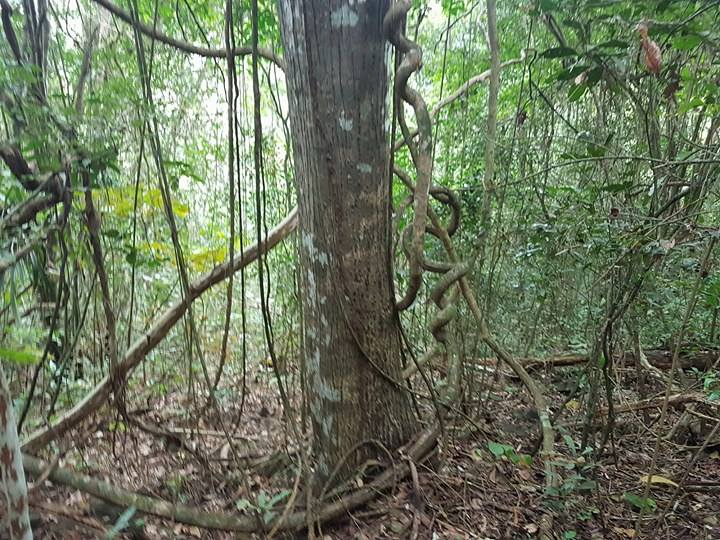
Mata atlântica fechada na trilha da Torre da Lua.

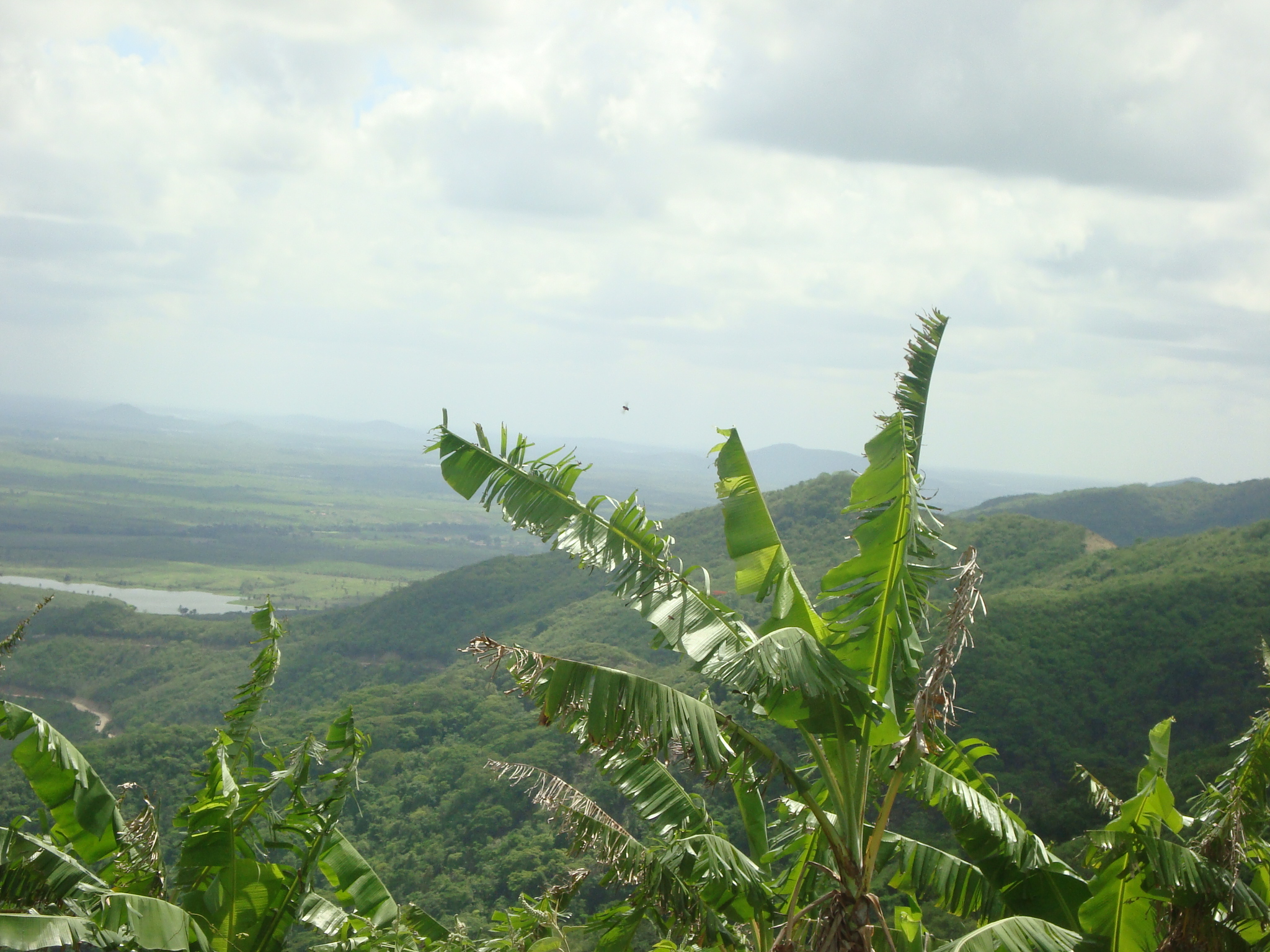
Vista parcial de um dos açudes da região da Baixada da Água Verde a partir da Serra da Água Verde

Pelo fato de o município situar-se em zona montanhosa verificam-se mais pequenas ribeiras e corredeiras do que propriamente rios que mereçam destaque, malgrado o município ser cortado em parte pelo Rio Pacoti que alimenta o Açude do Acarape fornecedor de água potável para Fortaleza. Podemos citar também os Rios Salgado, Rio Pacoti, Rio Juá, Rio Água Verde e os riachos do Araticum, Cana-brava, Serrinha, Oiticica, Novo, Patos e Caboclos, além das belíssimas cachoeiras do Chuvisco, do Salto, do Oratório, Lajes e do Cafundó.
Há três açudes de tamanho médio construídos respectivamente nas secas do XV, XIX e XXXII, sendo eles Botija, Bu e Água Verde. Próximo a cidade existe outro cuja construção foi iniciada ao tempo da comissão científica vinda ao Ceará, a mando do Imperador Dom Pedro II por isso chamado Açude da Comissão. Palmácia está incluída nas bacias hidrográficas do Curu e Metropolitana. Palmácia possui ainda mais dois açudes de importância o Açude Alto Alegre (Bacia do Curu) e o Açude Formosa (Bacia Metropolitana). A cidade possui 1 adutora e 29 poços (2008). Há também o projeto aprovado da construção do Açude Germinal,da Barragem Germinal e de uma adutora totalizando 21 milhões de reais.

### Fauna e flora
Palmácia está localizada no Maciço de Baturité,onde concentra a última reserva de mata atlântica no Ceará.
Uma vegetação exuberante, onde samambaias, orquídeas e flores silvestre convivem com uma fauna nativa que inclui as mais diversas espécies de pássaros como:o Periquito Cara-Suja, Sabiá, Corrupião, Beija-flor, Surucuá-de-barriga-amarela, Gavião de penacho, Surucuá-de-peito-azul, Tucano-de-bico-verde, Rendeira, Tangarazinho, Tangará Dançador entre outros, além dos mamíferos como: raposa, quatipuru, ouriço-cacheiro, onça-pintada, cotia, rato-do-mato, tapiti, gato-do-mato, sagui-da-serra, macaco-prego, jaguatirica, maracajá, preá, gambá, anta, quati entre outros. Os principais répteis são cágado, jabuti, calango, coral-falsa, iguana, camaleão, lagartixa-de-areia, jacaré entre outros; e os anfíbios: sapo, pererecas, gias entre outros.
Área de Proteção Ambiental da Serra de Baturité - Estadual
1. Diploma Legal: Decreto n.º 20.956, de 18 de Setembro de 1990
2. Área (ha): 32.690.00
3. Ecossistema: Serra úmida/Mata Atlântica

### Clima
Tropical quente subúmido com pluviometria média de 1300 mm, concentrados entre janeiro e junho. Os meses de julho e agosto costumam apresentar as temperaturas mais baixas, caindo para abaixo de 18 °C no período da noite. Segundo dados da Fundação Cearense de Meteorologia e Recursos Hídricos (FUNCEME), referentes a partir de 1979, o maior acumulado de precipitação em 24 horas foi de 141,0 mm em 19 de abril de 2001. Outros grandes acumulados foram 125,0 mm em 6 de maio de 2009, 117,2 mm em 15 de abril de 2009, 114,0 mm em 4 de janeiro de 2000 e 113,2 mm em 1 de janeiro de 2020.
| Dados climatológicos para Palmácia | Dados climatológicos para Palmácia | Dados climatológicos para Palmácia | Dados climatológicos para Palmácia | Dados climatológicos para Palmácia | Dados climatológicos para Palmácia | Dados climatológicos para Palmácia | Dados climatológicos para Palmácia | Dados climatológicos para Palmácia | Dados climatológicos para Palmácia | Dados climatológicos para Palmácia | Dados climatológicos para Palmácia | Dados climatológicos para Palmácia | Dados climatológicos para Palmácia |
| Mês                                | Jan                                | Fev                                | Mar                                | Abr                                | Mai                                | Jun                                | Jul                                | Ago                                | Set                                | Out                                | Nov                                | Dez                                | Ano                                |
| ---------------------------------- | ---------------------------------- | ---------------------------------- | ---------------------------------- | ---------------------------------- | ---------------------------------- | ---------------------------------- | ---------------------------------- | ---------------------------------- | ---------------------------------- | ---------------------------------- | ---------------------------------- | ---------------------------------- | ---------------------------------- |
| Temperatura máxima média (°C)      | 28,3                               | 27,7                               | 27                                 | 26,6                               | 26,3                               | 25,9                               | 26,4                               | 27,4                               | 28,2                               | 28,6                               | 28,8                               | 28,6                               | 27,5                               |
| Temperatura média (°C)             | 24                                 | 23,8                               | 23,5                               | 23,3                               | 23,1                               | 22,5                               | 22,3                               | 22,6                               | 23,3                               | 23,5                               | 23,9                               | 24,4                               | 23,3                               |
| Temperatura mínima média (°C)      | 19,7                               | 19,7                               | 20                                 | 20                                 | 19,9                               | 19,1                               | 18,3                               | 17,9                               | 18,4                               | 18,5                               | 19                                 | 19,5                               | 19,2                               |
| Precipitação (mm)                  | 105                                | 173                                | 282                                | 282                                | 181                                | 100                                | 58                                 | 19                                 | 19                                 | 17                                 | 18                                 | 50                                 | 1 304                              |
| Fonte: Climate-Data.org            |                                    |                                    |                                    |                                    |                                    |                                    |                                    |                                    |                                    |                                    |                                    |                                    |                                    |

| Dados climatológicos para Palmácia (Gado dos Rodrigues) | Dados climatológicos para Palmácia (Gado dos Rodrigues) | Dados climatológicos para Palmácia (Gado dos Rodrigues) | Dados climatológicos para Palmácia (Gado dos Rodrigues) | Dados climatológicos para Palmácia (Gado dos Rodrigues) | Dados climatológicos para Palmácia (Gado dos Rodrigues) | Dados climatológicos para Palmácia (Gado dos Rodrigues) | Dados climatológicos para Palmácia (Gado dos Rodrigues) | Dados climatológicos para Palmácia (Gado dos Rodrigues) | Dados climatológicos para Palmácia (Gado dos Rodrigues) | Dados climatológicos para Palmácia (Gado dos Rodrigues) | Dados climatológicos para Palmácia (Gado dos Rodrigues) | Dados climatológicos para Palmácia (Gado dos Rodrigues) | Dados climatológicos para Palmácia (Gado dos Rodrigues) |
| Mês                                                     | Jan                                                     | Fev                                                     | Mar                                                     | Abr                                                     | Mai                                                     | Jun                                                     | Jul                                                     | Ago                                                     | Set                                                     | Out                                                     | Nov                                                     | Dez                                                     | Ano                                                     |
| ------------------------------------------------------- | ------------------------------------------------------- | ------------------------------------------------------- | ------------------------------------------------------- | ------------------------------------------------------- | ------------------------------------------------------- | ------------------------------------------------------- | ------------------------------------------------------- | ------------------------------------------------------- | ------------------------------------------------------- | ------------------------------------------------------- | ------------------------------------------------------- | ------------------------------------------------------- | ------------------------------------------------------- |
| Temperatura máxima média (°C)                           | 29                                                      | 28,4                                                    | 27,7                                                    | 27,3                                                    | 26,9                                                    | 26,5                                                    | 27,1                                                    | 28,1                                                    | 28,8                                                    | 29,4                                                    | 29,5                                                    | 29,3                                                    | 28,2                                                    |
| Temperatura média (°C)                                  | 24,6                                                    | 24,5                                                    | 24,2                                                    | 23,9                                                    | 23,7                                                    | 23,1                                                    | 23                                                      | 23,3                                                    | 23,8                                                    | 24,3                                                    | 24,5                                                    | 24,7                                                    | 24                                                      |
| Temperatura mínima média (°C)                           | 20,3                                                    | 20,6                                                    | 20,7                                                    | 20,6                                                    | 20,5                                                    | 19,7                                                    | 19                                                      | 18,6                                                    | 18,9                                                    | 19,2                                                    | 19,6                                                    | 20,1                                                    | 19,8                                                    |
| Precipitação (mm)                                       | 103                                                     | 172                                                     | 278                                                     | 278                                                     | 174                                                     | 96                                                      | 53                                                      | 16                                                      | 17                                                      | 14                                                      | 17                                                      | 47                                                      | 1 265                                                   |
| Fonte: Climate-Data.org                                 |                                                         |                                                         |                                                         |                                                         |                                                         |                                                         |                                                         |                                                         |                                                         |                                                         |                                                         |                                                         |                                                         |

### Localização
| Noroeste: Maranguape e Caridade | Norte: Maranguape      | Nordeste: Maranguape |
| Oeste: Caridade                 |                        | Leste: Guaiúba       |
| Sudoeste: Pacoti e Guaramiranga | Sul: Redenção e Pacoti | Sudeste: Redenção    |

## Subdivisões
Palmácia está dividida em três distritos:
- Palmácia (sede)
- Gado dos Ferros
- Gado dos Rodrigues

### Bairros
A Zona Urbana de Palmácia (sede) é divida em treze bairros:
- Basílio
- Bica
- Centro
- Comissão
- Caboclos
- Monte Claro
- Novo Basílio
- O Pinga
- São Francisco
- Timbaúba
- Vale das Palmeiras
- Vila Campos
- Vinte e Oito de Agosto

### Localidades

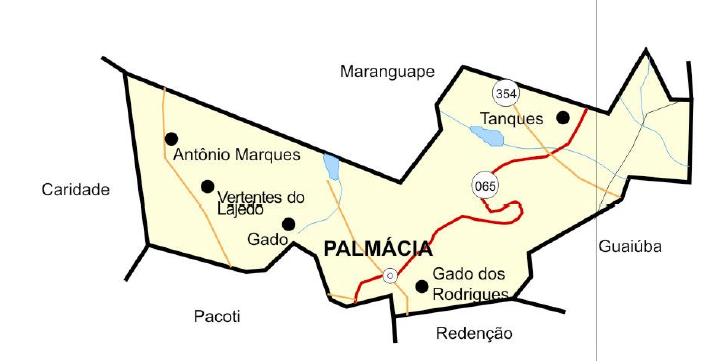
Mapa do município de Palmácia,com destaque para as principais localidades e os 3 distritos

- Água Verde
- Antônio Marques
- Arapuca
- Araticum
- Bacamarte
- Baixa Funda
- Baixio
- Barra Funda
- Baú do Zé Holanda
- Bica
- Boa Água
- Boa Esperança
- Boa Vista
- Botija Alves
- Bú
- Buenos Aires
- Buracão
- Cafundó
- Caititu
- Caititu de Baixo
- Caititu de Cima
- Campestre
- Cana Brava
- Canadá
- Cantinho
- Cedro
- Chapada dos Ribeiros
- Chuvisco/Boqueirão
- Conjunto Aristides
- Irra
- Jandaíra
- Japão
- João Miguel
- Juá
- Ladeira
- Limoeiro
- Maracajá
- Mata Fresca
- Monte Claro
- Munguba
- Palmeirinha
- Pilões
- Pinheiro
- Piracicaba/Cacimba das Cabras
- Pote
- Queimadas
- Rochedo
- Saco do Vento
- Salgado
- Santa Maria
- Santo Antônio
- São João
- São Paulo
- Serra Nova
- Serra Verde
- Serrinha
- Timbaúba
- Valha-me Deus

## Transportes

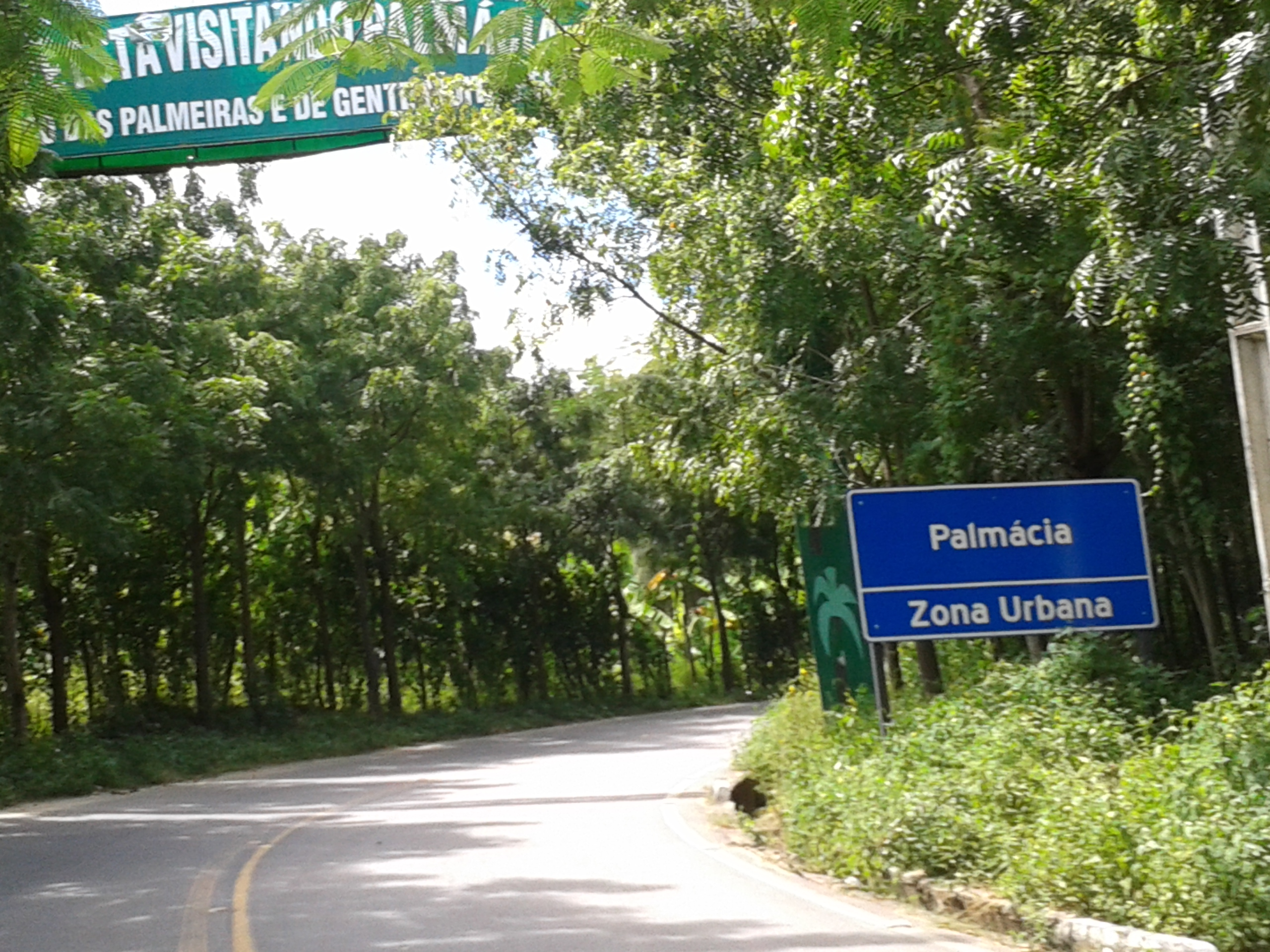
CE-065 sentindo Guaramiranga-Palmácia

O município é servido pela empresa de transporte Fretcar e pela Cooperativa Intermunicipal dos Proprietários de Transporte Alternativo do Maciço de Baturité (COOPTRATER) , que fazem a conexão intermunicipal. Conta com uma rodoviária municipal (Terminal Rodoviário José Pinheiro Cavalcante) e uma rodoviária particular (Terminal Rodoviário Chicolândia). A conexão intermunicipal conecta Palmácia com os municípios de Fortaleza, Maracanaú, Maranguape, Guaiuba e Pacatuba na Região Metropolitana de Fortaleza e com os municípios de Pacoti, Guaramiranga, Mulungu, Aratuba, Baturité, Aracoiaba, Redenção e Acarape no Maciço de Baturité.
A partir de Fortaleza, o acesso ao município pode ser feito por via terrestre através da rodovia CE-065, também conhecida como Rodovia Senador Carlos Jereissati, antes de chegar á Palmácia, passando pelas cidades de Maracanaú e Maranguape. As demais vilas, lugarejos, sítios e fazendas de Palmácia são acessíveis (com franco acesso durante todo o ano) através de estradas estaduais, asfaltadas ou carroçáveis.

## Economia
|                                                                                |        |
| \| Serviços \| 73,4 % \| \| Agropecuária \| 16,6 % \| \| Indústria \| 9,9 % \| |        |
| Serviços                                                                       | 73,4 % |
| Agropecuária                                                                   | 16,6 % |
| Indústria                                                                      | 9,9 %  |

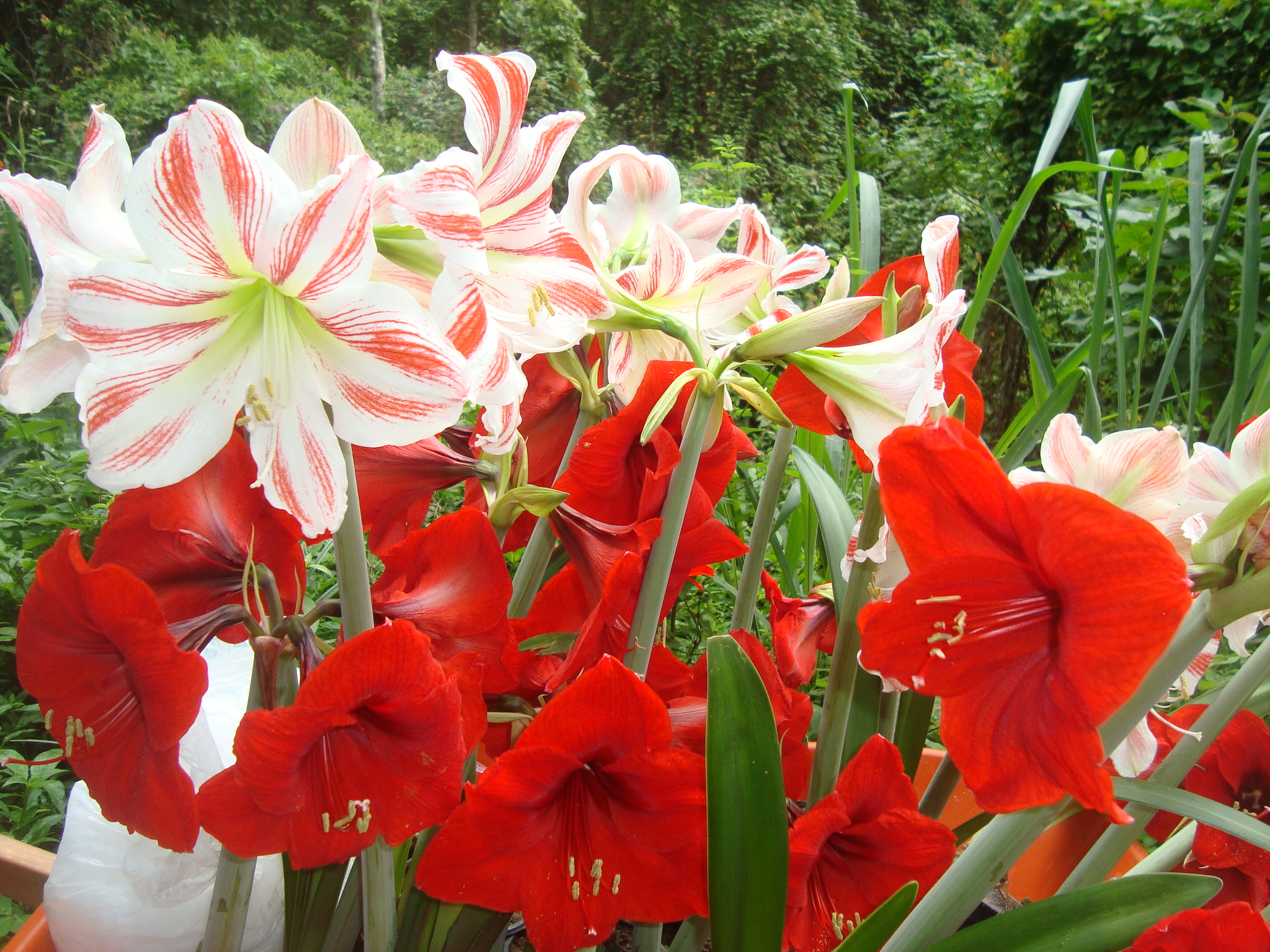
Cultivo de flores em Palmácia

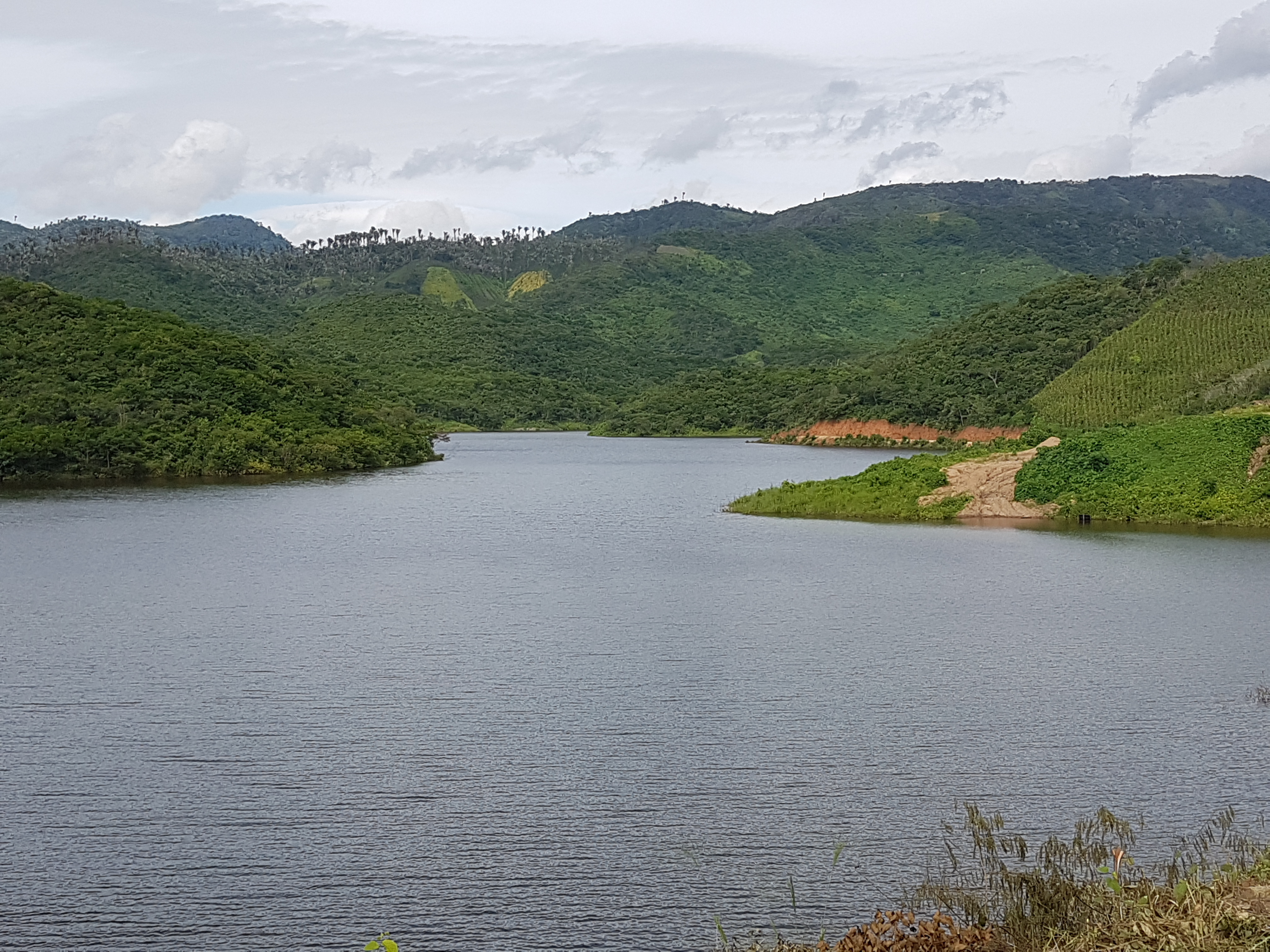
Barragem Germinal, reservatório que abastece a cidade de Palmácia e algumas localidades de Pacoti.

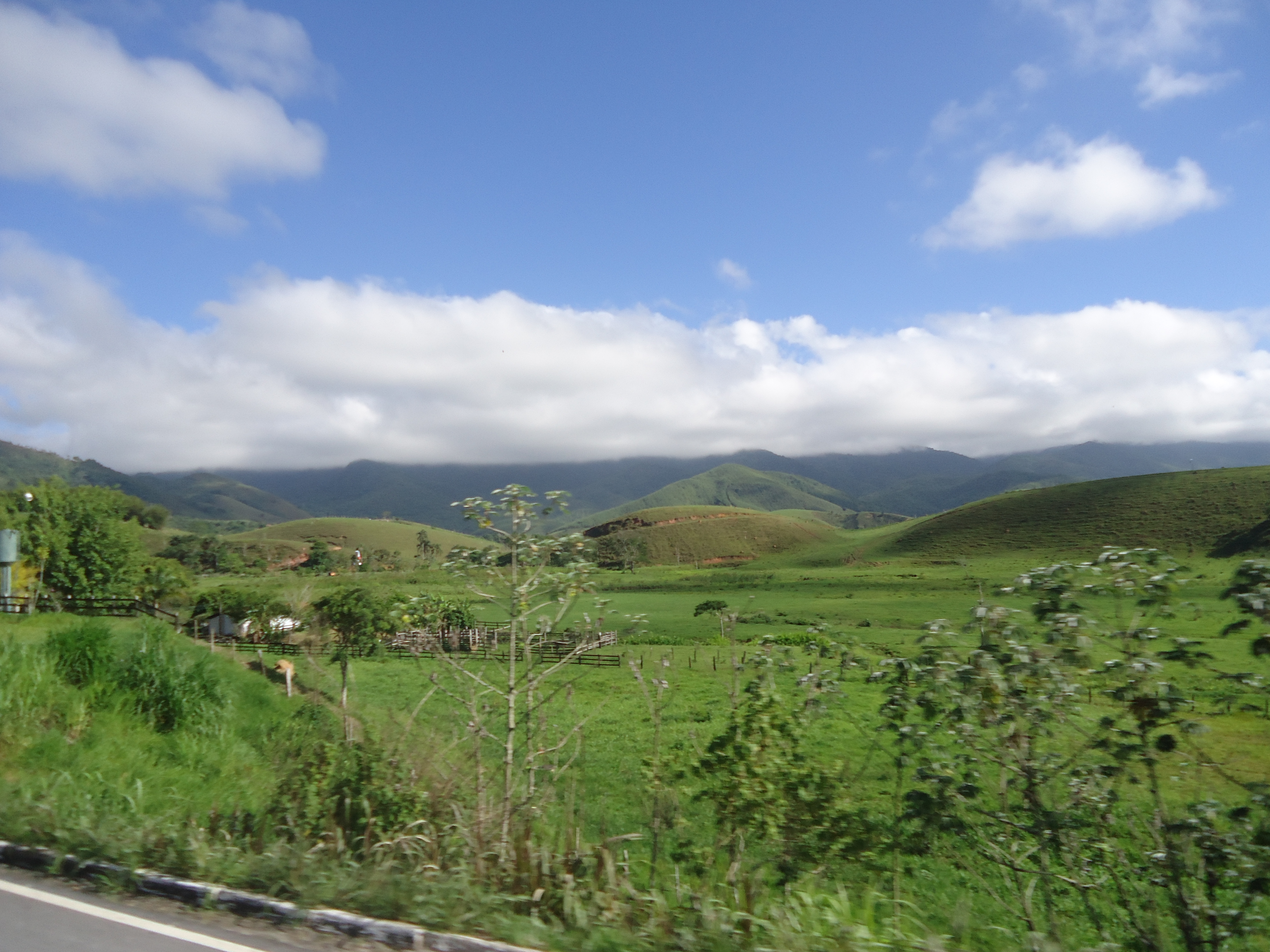
A Região da Água Verde destaca-se na produção agropecuária e na piscicultura.

A base da economia local é a agricultura e o turismo,e é grande produtora de: banana, café, fava, arroz, cana-de-açúcar, hortaliças em geral milho, e feijão; pecuária: bovino, ovino, caprino suíno e avícola.

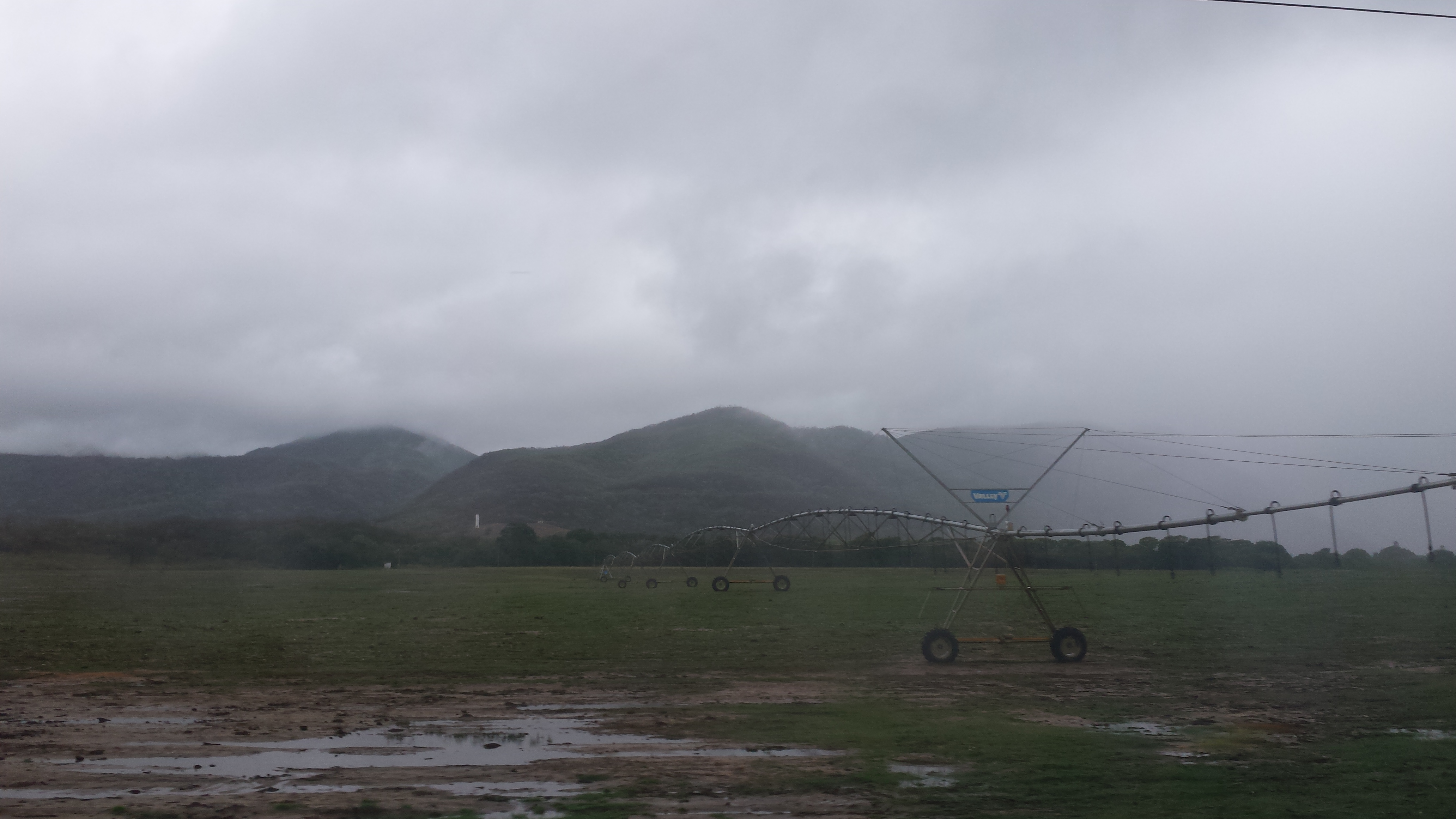
Sistema de irrigação na região da Água Verde

Também se destaca no comércio varejista com supermercados, farmácias, depósitos de construção, lojas de roupas, boutiques, frigoríficos, lojas de móveis e eletrodomésticos e eletrônicos, mercadinhos, mercearias, padarias, lojas de variedades, lanchonetes e restaurantes.
Nos serviços com salões de beleza, locadoras, oficinas mecânicas, academias, borracharias, técnicos em eletrônicos, vendedores ambulantes, costureiras, botecos e barzinhos.
O artesanato, também é uma outra fonte de renda, à confecção de bijuterias e artigos religiosos em contas de madeira, de redes e bordados é bastante difundido no município. A piscicultura desenvolve-se nos córregos e açudes.
Uma parcela significativa da população dedica-se à prestação de serviços. Palmácia também possui cerca de 5 indústrias em seu território.
Na Região da Baixada,na região da Água Verde se destaca pela criação de gado, cultivo da cana-de-açúcar, de arroz e uma propriedade do Arroz 101.
Na comunidade do Sítio Basílio ainda moem cana para a fabricação de rapadura e açúcar mascavo.

### Aspectos socioeconômicos
A maior concentração populacional encontra-se na zona rural. A sede do município dispõe de abastecimento de água, fornecimento de energia elétrica, serviço telefônico, agência de correios e telégrafos, serviço bancário, hospitais, hotéis, praças e uma biblioteca (Biblioteca Professor Vicente Sampaio).
É no centro comercial de Palmácia,que se pode encontrar os supermercados, o Banco Bradesco, a Agência dos Correios e a casa lotérica.

## Esportes

Raposa da Serra - Mascote do Palmácia Esporte Clube

Brasão do Palmácia Esporte Clube.

O lazer cotidiano de muitos palmacianos é a caminhada ou cooper ao amanhecer ou ao entardecer nas praças ou nos calçadões da cidade.
O esporte mais popular na cidade, assim como no resto do Brasil, é o futebol. No futebol Palmácia conta com seu time principal o Palmácia Esporte Clube e que joga no Estádio Municipal José Moreira de Andrade. O Palmácia Esporte Clube "O Raposa da Serra" como é conhecido, foi fundado em 2005 pelo advogado Marcelo Desidério e está licenciado no Campeonato Cearense.
Outra atividades que turistas e palmacianos praticam é o Parapente devido à região propícia de Serra, onde há penhascos e ladeiras.
Palmácia também é conhecida também por sediar o Desafio de Palmácia,uma das etapas do Circuito Cearense de Ciclismo e por sediar também algumas etapas do Campeonato Cearense de Mountain Bike, tornando assim Palmácia uma das referências nacionais do ciclismo e rota obrigatória dos ciclistas cearenses. Recebe também o Rally das Serras.
Outros esportes como o futebol de salão, a capoeira, voleibol, o handebol e o skate também são praticados em Palmácia, o esporte e lazer na cidade são desenvolvidos pelo PELC.

## Cultura
São Francisco de Assis é o santo padroeiro de Palmácia e a data oficial da celebração de sua festa é dia 4 de outubro.
As festas populares mais importantes são o Carnaval, o Festival de Quadrilhas, em junho, e o tradicional Forró do Xamegão que é realizado no mês de agosto. As festas de São Francisco atraem muitos visitantes e acontecem no período de 25 de setembro a quatro de outubro.
O resgate da cultura popular e o exercício das atividades culturais e desportivas têm sido estimulados pelo Projeto CASULO-Crianças e Adolescentes Sintonizados no Universo da Liberdade Ocupacional. Grupos de teatro, dança, coral, flautas, capoeira e banda de música animam o cotidiano da cidade, proporcionando também ocupações saudáveis para os jovens envolvidos.

### Religião

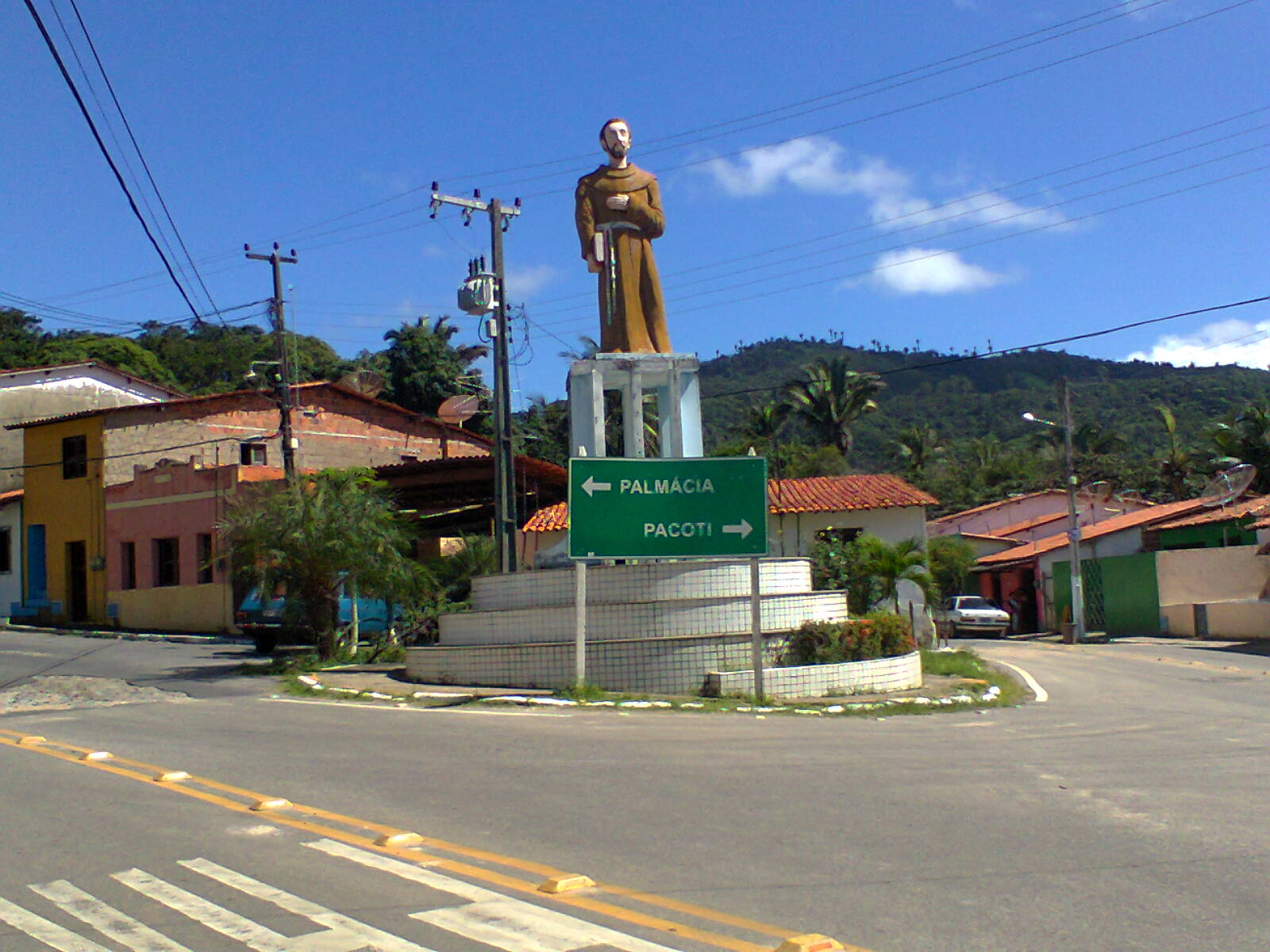
Estátua de São Francisco

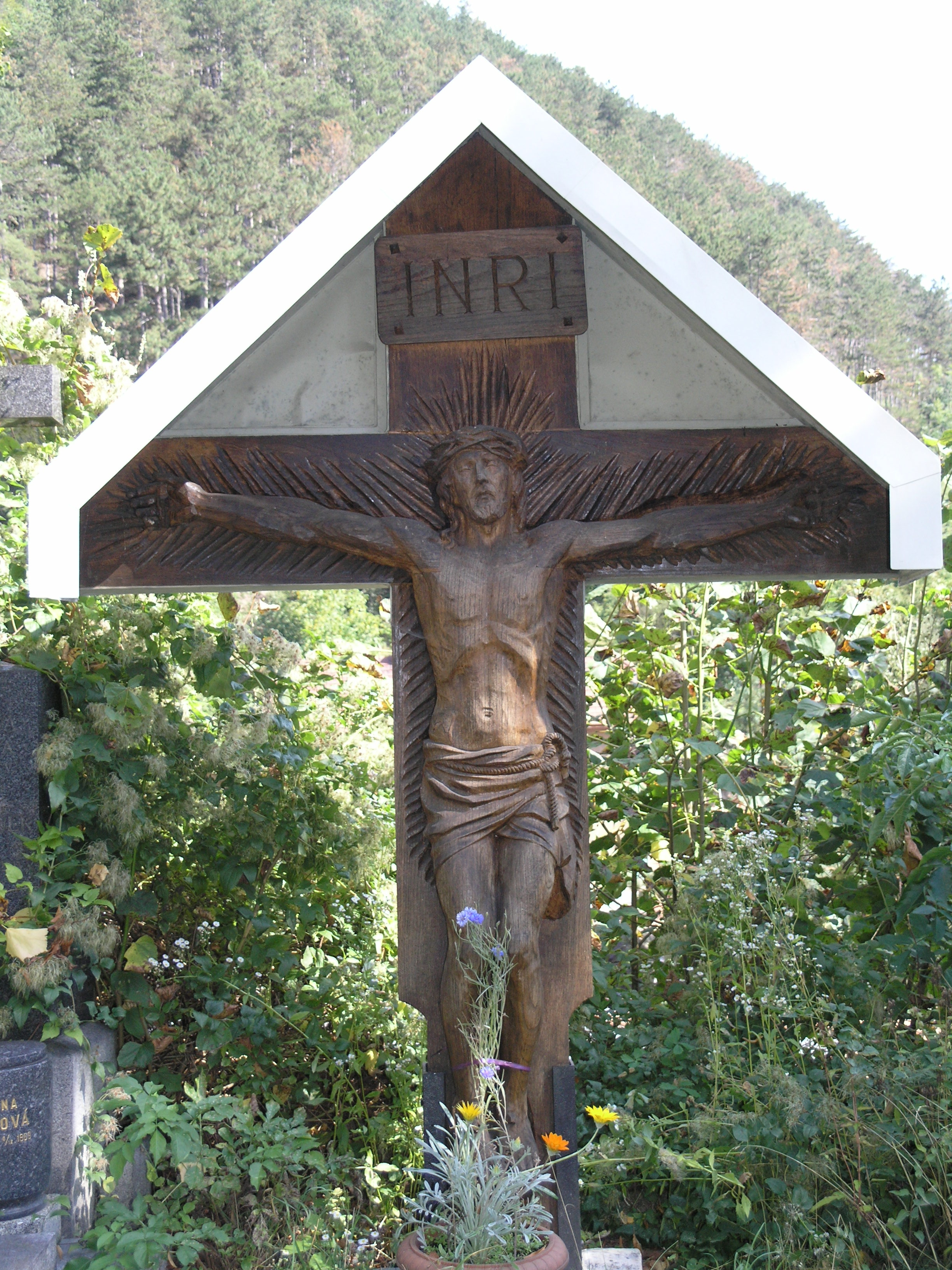
A religião é muito presente no município

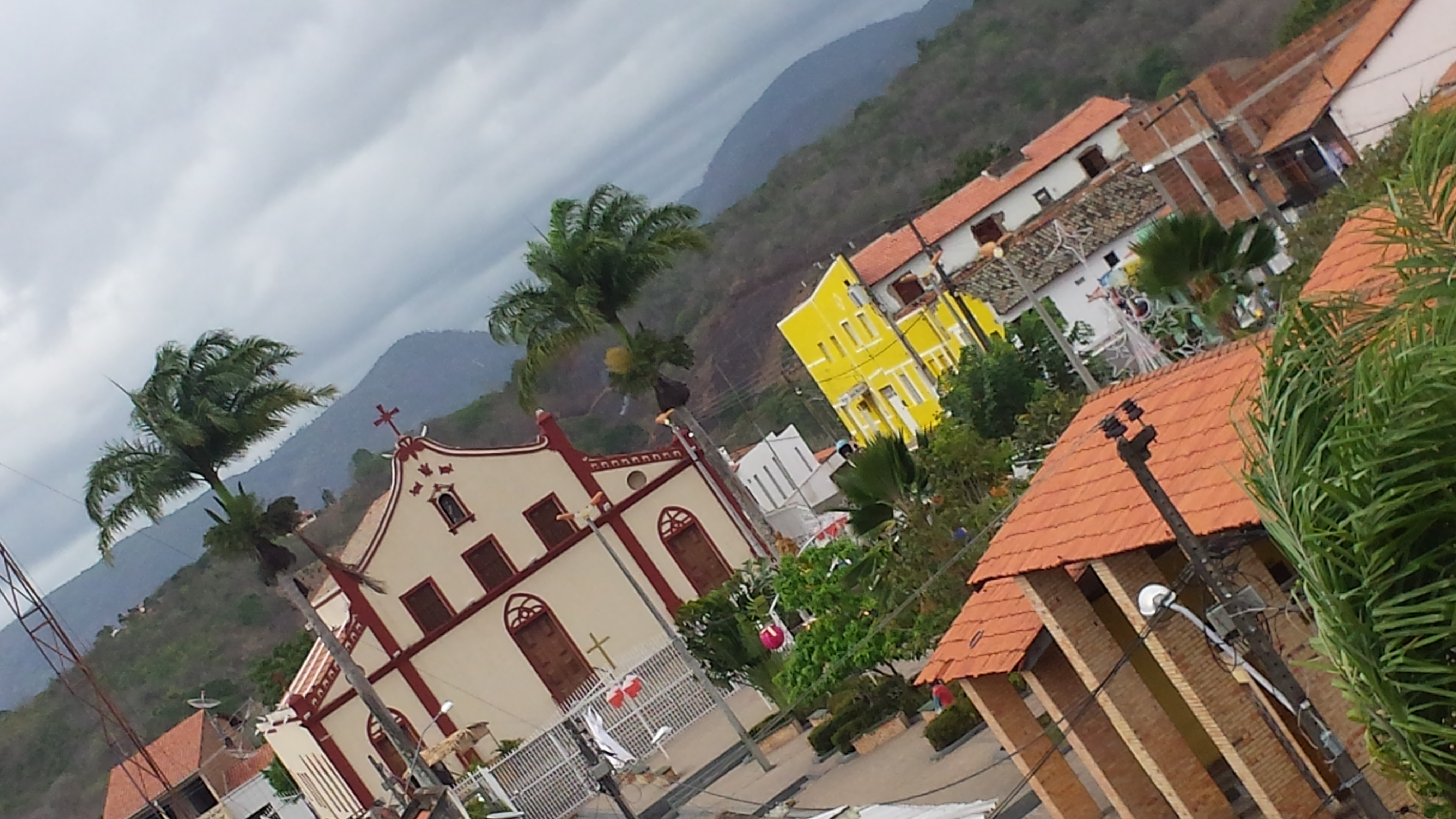
Igreja Matriz de São Francisco de Assis

Existem várias doutrinas religiosas atuantes na cidade, mas a principal é a Católica.
População residente por religião:
- Religião:
- Católicos(89%)[44]
- Protestantes(10%)
- Outras religiões(0,7%)
- Sem Religião(0,3%)

#### Paróquia de São Francisco de Assis
- Festa: 04 de outubro
- Doadores: Joaquim de Almeida Sampaio, Abel Sampaio de Andrade e Ildefonso Ribeiro Campos
- Fundação: Junho de 1881 – Custódio de Almeida Sampaio
- Ampliação: 1899 – Antônio Tabosa Braga
- Paróquia: 1943 – Pe. Gerardo de Sousa Melo

| Ordem | Nome                                    | Período                 |
| ----- | --------------------------------------- | ----------------------- |
| 1.°   | Pe. Gerardo de Sousa Melo               | (07.02.1943—12.02.1944) |
| 2.°   | Pe. José Hélio Ramos                    | (13.02.1944—30.01.1946) |
| 3.°   | Pe. Joaquim Alves Ferreira              | (10.02.1946—01.03.1956) |
| 4.°   | Pe. Tomas de Aquino Correia             | (01.03.1956—14.02.62)   |
| 5.°   | Pe. Anísio Maia de Sousa                | (18.02.1962—26.02.1963) |
| 6.°   | Pe. Francisco Franciné Ferreira         | (03.03.1963—1969)       |
| 7.°   | Pe. Gerado Cremmer                      | (09.02.1971—06.06.1977) |
| 8.°   | Frei Felipe Coco                        | (19.06.1977—26.12.1978) |
| 9.°   | Pe. José Maria Cavalcante Costa         | (19.03.1979—20.03.1983) |
| 10.°  | Pe. Carlos Alberto Monteiro de Andrade  | ( 23.03.1983—1986)      |
| 11.°  | Pe. Djair Gomes Cavalcante              | (1986—1990)             |
| 12.°  | Mons. Antonio Souto Ribeiro da Silva    | (07.11.1990—07.04.1991) |
| 13.°  | Pe. Raimundo Leandro de Araújo          | (21.07.1991—1994)       |
| 14.°  | Pe. Francisco Adair Ramos de Abreu      | (1994—1998)             |
| 15.°  | Pe. Raimundo Nonato de Souza            | (1998—2003)             |
| 16.°  | Pe. Marcos Antônio de Oliveira          | (2003—2009)             |
| 17.°  | Pe. Antônio Nazareno Albuquerque        | (2010 - 2013)           |
| 18.°  | Pe. Raimundo Maciel Gomes               | (2014-2019)             |
| 19.°  | Pe. Raimundo Edinaldo Castro dos Santos | (2019-atualidade)       |

### Feriados
- Confraternização Universal - 1 de Janeiro
- Carnaval - Geralmente em Fevereiro
- São José - 19 de Março
- Semana Santa - Geralmente em Abril
- Tiradentes - 21 de Abril
- Dia do Trabalho - 1 de Maio
- Corpus Christi - Quarenta Dias Depois da Semana Santa
- Dia do Município - 28 de Agosto
- Festa do Padroeiro - Setembro
- Independência do Brasil - 7 de Setembro
- Padroeira do Brasil - 12 de Outubro
- Proclamação da República - 15 de Novembro
- Natal - 25 de Dezembro

### Festas e eventos culturais
Mensalmente

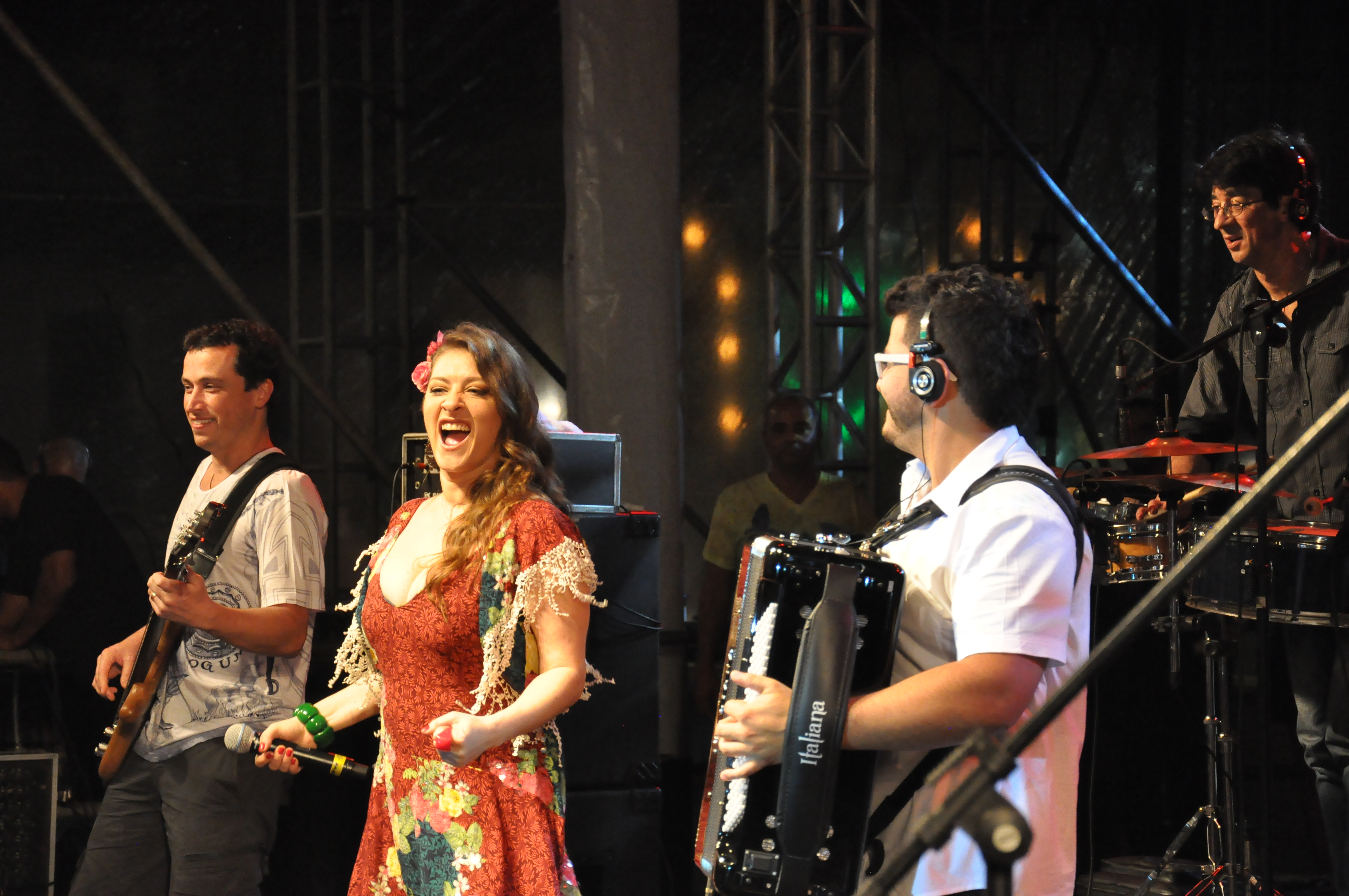
Banda de Forró em apresentação no Xamegão

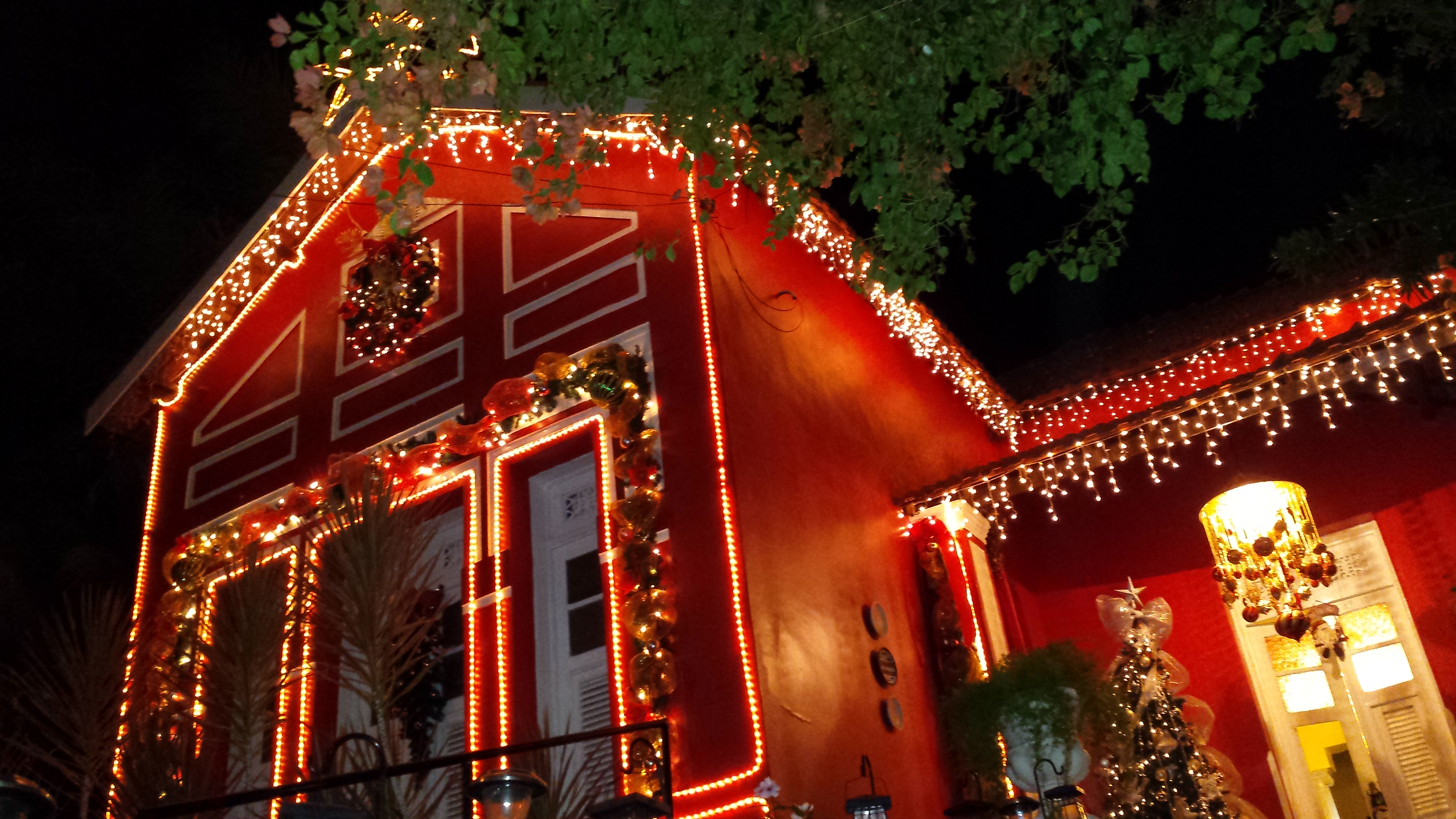
Solar dos Sampaios iluminado para a comemoração do natal na cidade, nessa época, prédios públicos, históricos e praças se enchem de luzes e enfeites natalinos

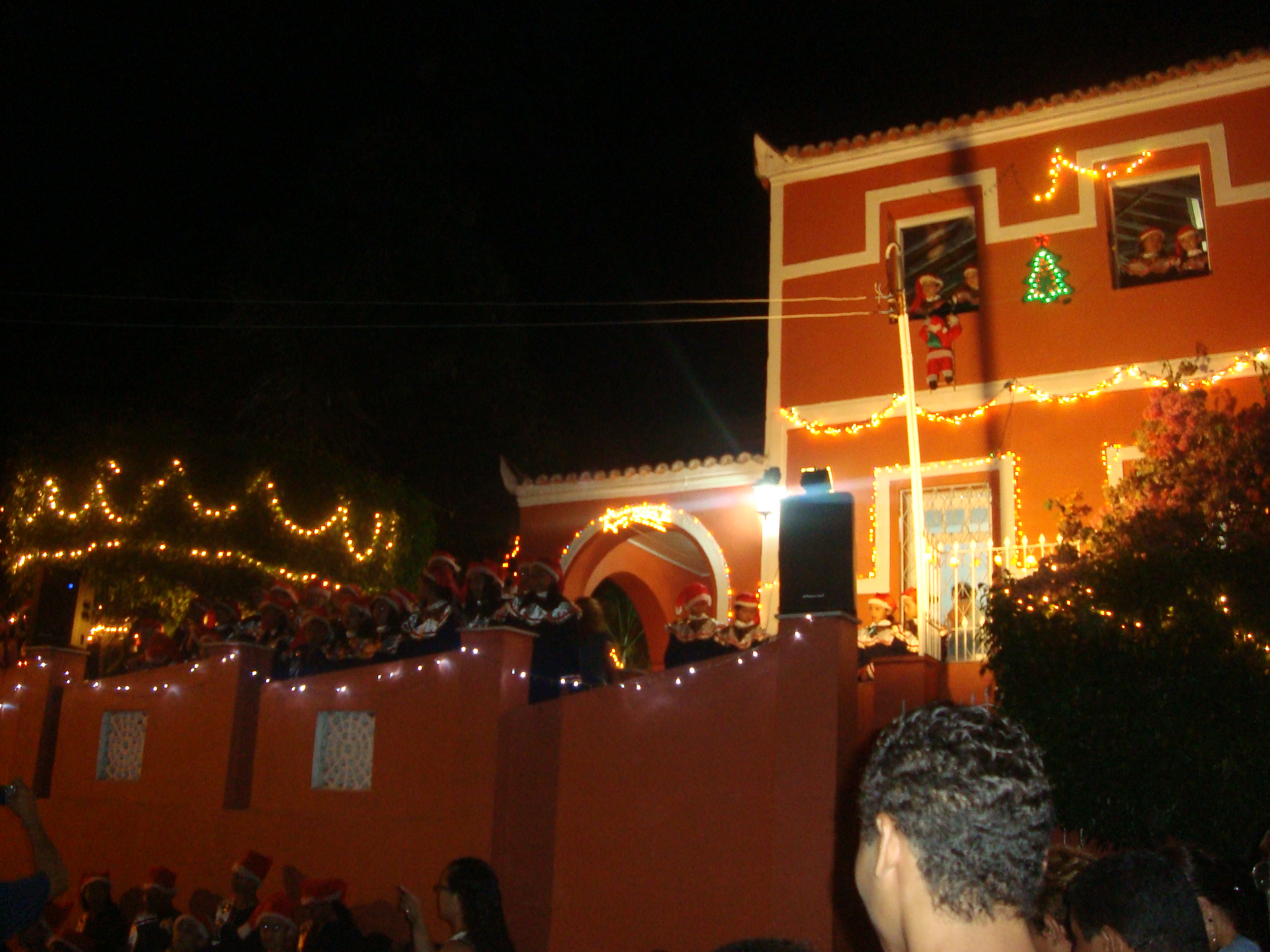
Coral de Natal em um casarão da cidade

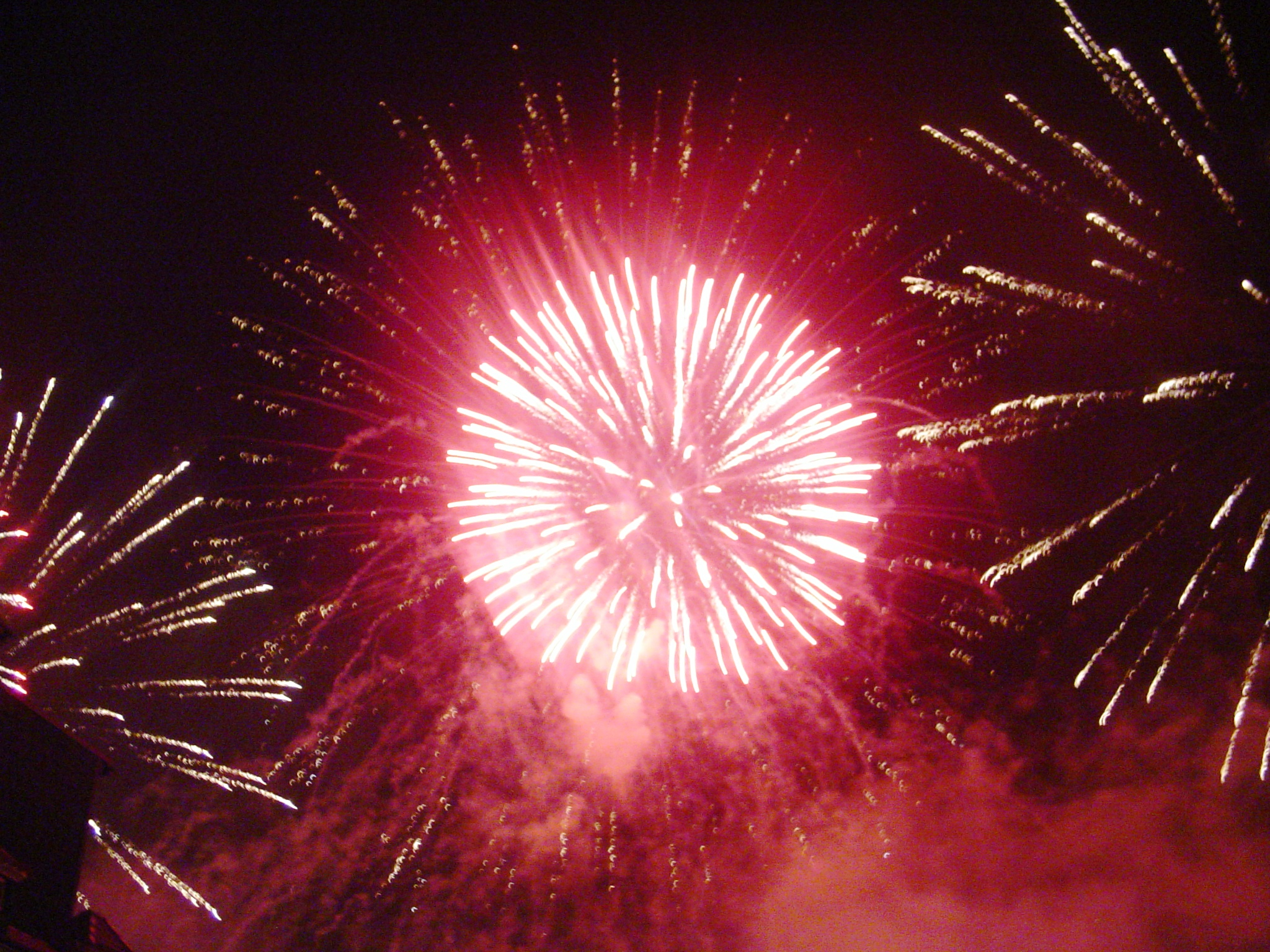
Queima de Fogos no Reveillon de Palmácia

- Projeto Chão de Estrelas - Realizado mensalmente na Praça Estação das Artes e Lazer de Palmácia, o evento conta com apresentações teatrais, danças, canto oral, flauta, artes plásticas, violão, capoeira, música, feira, gastronomia, filmes, literatura, serviços sociais, exposições, artesanato e oficinas.

Janeiro
- Festa dos Reis com o Boi do Sr. Bernardo do Gado dos Rodrigues

Fevereiro
- Palmácia já sediou nas décadas de 70 e 80 carnavais que atraíam  foliões de todas as partes do estado através de desfiles de rua com luxuosos blocos carnavalescos com destaques para "os Tesouras" e "os Anjos do Gado". Atualmente, temos o carnaval de rua com animação promovida pelos blocos carnavalescos "Os Nativos", "Natasha" e os "Irmãos Cabeça".

Março
- Festa de São José - o padroeiro do Gado dos Ferros, distante 09 km da sede. Bastante tradicional a festa religiosa reúne um grupo muito numeroso de pessoas, ligadas através da fé, comemoram dia 19 de março, o período máximo que o interiorano nordestino aguarda a última esperança da chegada das chuvas no ano.

Abril
- Semana Santa - No distrito de Gado dos Rodrigues, são encenadas as passagens evangélicas em torno da capela de Santo Antônio.

Maio
- Coroação de Nossa Senhora, elaborada pela comunidade paroquial.

Junho
- Festa de Santo Antônio em vários distritos e também na sede
- Festival Intermunicipal de Quadrilhas - Numa quadra de 2.700 m², são montadas arquibancadas e palco, e durante três dias o município recebe grupos de quadrilhas dos mais diferentes municípios do estado para disputar os prêmios oferecidos pelas apresentações.[45]

Agosto
- Semana do Município - é feita uma programação para as festividades da emancipação do município dia 28.08 - começa com uma alvorada, é celebrada uma missa de ação de graças e nos dias sequenciais, tem-se várias apresentações culturais, entrega de títulos, jogos esportivos, ações ecológicas sobre bicicletas e uma cavalgada ecológica.
- Xamegão - é uma outra festa tradicional, é um grande forró, com várias bandas que "sacodem" a cidade de animação e muita dança.

Setembro
- Escolas em ação - neste período o ano letivo está de vento em popa. As comemorações do dia 7 de setembro são bastante acionadas, sendo campeonatos esportivos bastante divulgados. Mais uma vez é feita uma nova rota da cavalgada ecológica. Engenhos e casas de farinham funcionam a todo o vapor. Vem as comemorações das safras e colheitas, em todos os quintais frutas estão espalhadas pelo chão, evidenciando assim a fartura.

Outubro
- Festa de São Francisco de Assis - O padroeiro do município de Palmácia. Com suas novenas é iniciada a festa, no mesmo período da festa de Canindé. Romeiros partem também de Palmácia, juntando-se aos outros provenientes de Maranguape, nos Caminhos de Assis em direção a Canindé. Na sede do município o evento reúne todas as comunidades no último dia.

Dezembro
- Festa de Nossa Senhora da Imaculada Conceição
- Novenas e Natal
- Reveillon - Novamente com inúmeras visitas dos palmacianos, principalmente os que vivem em Fortaleza e também noutras grandes cidades, que se reúnem e fazem a festa.

### Sotaque
O sotaque palmaciano se assemelha, de uma maneira geral, aos demais sotaques nordestinos na entonação, no ritmo e na pronúncia das vogais. No entanto, há algumas diferenças no tocante à pronúncia de determinadas consoantes, o que o afasta dos sotaques dos estados situados ao leste da região e o aproxima de uma pronúncia padrão do português brasileiro.
A principal diferença é a africação de t e d em /ti/ e /di/ ([tʃi] e [dʒi]), fenômeno comum na maior parte do Brasil, mas que não acontece na maioria dos estados da região, que tendem a pronunciar tais sílabas de forma oclusiva, como no idioma castelhano ([ti] e [di]). O sotaque de Palmácia também se diferencia do sotaque do sul do estado, que pronuncia /ti/ e /di/ como a maioria dos estados nordestinos, provavelmente por influência pernambucana.
Também há uma diferença na pronúncia de s e z no final das sílabas. Enquanto em São Paulo são pronunciadas unicamente de forma alveolar e na cidade do Rio de Janeiro de forma palatoalveolar (o popular "chiado"), em Palmácia s e z se pronunciam como palatoalveolares apenas antes das letras t e d e, nos demais casos (ante quaisquer outras consoantes ou no final das palavras), sempre como alveolares. Tal mescla contribui para o pequeno distanciamento entre o sotaque de Palmácia e o de estados vizinhos, que sempre pronunciam as sibilantes de forma ligeiramente "chiada".

### Arquitetura

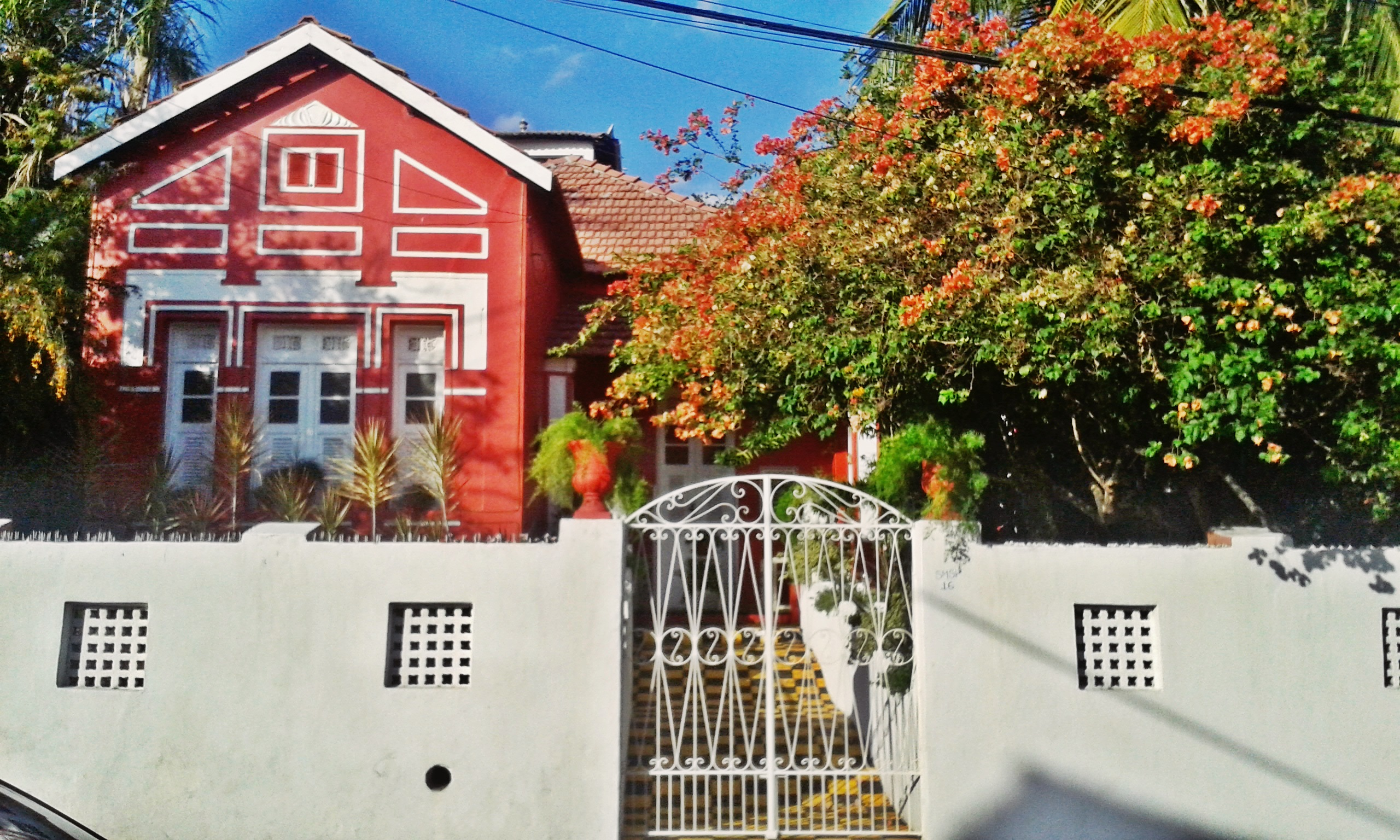
Solar dos Sampaios.

O patrimônio arquitetônico está concentrado no centro da cidade. Apesar de distante do centro, o Casarão dos Linhares é um patrimônio de grande valor histórico e cultural, cuja família é herdeira de Máximo Linhares, irmão do Ex-Presidente da República, José Linhares.
Palmácia possui ainda outras obras arquitetônicas, como o Solar dos Sampaios originalmente residência da Professora Maria Florinda Sampaio, atualmente habitado por seus herdeiros. O Solar data do início do século XX e apresenta-se com um belo jardim de flores tropicais, um lago artificial com peixes ornamentais e um mirante onde tem-se  uma vista surpreendente de toda a cidade e também das montanhas circunvizinhas. A propriedade possui ainda um extenso pomar e uma área preservada de mata atlântica com aproximadamente 2 hectares, sendo essa uma das poucas áreas de preservação dentro da zona urbana do município.
Outro prédio ainda parcialmente preservado na cidade é a residência do Sr. Renato Sampaio Andrade, uma casa simples datada do início do século XX, com fachada original e porão de madeira. Hoje é habitada por sua esposa e filhos.
Vemos ainda outros prédios de inestimável valor arquitetônico como o Mercado Municipal, a residência do Sr. Atanásio Sampaio, a residência do Sr. Nilson Hermínio, a residência do Sr. Genésio Vieira situada de fronte ao prédio onde funcionava uma agência do extinto BEC, a Prefeitura Municipal de Palmácia, a Biblioteca Professor Vicente Sampaio,o Fórum Municipal de Palmácia e a Igreja Matriz de Palmácia. Todos esses prédios ainda carecem de serem reconhecidos oficialmente como patrimônios históricos pelo governo do município.
Palmácia ainda possui algumas praças como a Praça Padre Perdigão Sampaio, a Praça Leôncio Macambira e a Praça 7 de Setembro.

### Literatura

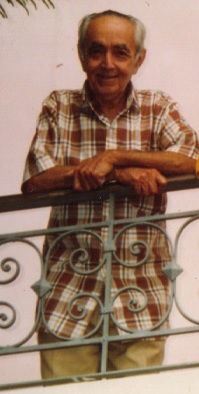
Vicente Sampaio, o patrono da educação palmaciana.

Ao longo da história de Palmácia, dezenas de palmacianos destacaram-se como grande expoentes da literatura, da linguística,da educação, da gramática, da arte, do direito e da poesia, sem esquecer da literatura popular, tendo seu maior expoente a literatura de cordel. Diversos intelectuais e escritores de visão estadual – e até nacional – são bastante conhecidos, apreciados e amados por aquele povo serrano, aparecendo vez por outra na imprensa e constantemente na internet, as doutas e inesquecíveis figuras dos Professores Vicente de Paulo Sampaio Rocha e José Rebouças Macambira, ícones da intelectualidade cearense, isto é, não somente palmaciana, em virtude de sua atuação no meio cultural da Terra das Palmeiras, havendo ambos deixado como herança aos seus conterrâneos realizações literárias e científicas de qualidade no campo da Língua Portuguesa, da qual eram docentes.
Abaixo estão listados, em ordem alfabética, algumas da principais obras de escritores palmacianos.
- "A Distribuição e o Atacado no Estado de São Paulo - Guia de Contratos e Tributos" de José Damasceno Sampaio
- "A Escrita Acadêmica – Acertos e Desacertos" de João Vianney Campos de Mesquita"
- "Arquiteto a Posteriori" de João Vianney Campos de Mesquita
- "Dicionário de Etimologia, pronúncia e termos jurídicos" de Vicente de Paulo Sampaio Rocha
- "Da Serra das Palmeiras à criação do município de Palmácia" de Antônio Holanda de Oliveira Júnior
- "E o Verbo se fez Carne" de João Vianney Campos de Mesquita
- "Estudos de Comunicação no Ceará" de João Vianney Campos de Mesquita
- "Fermento na Massa do Texto" de João Vianney Campos de Mesquita
- "Guia de Substituição Tributária no ICMS do Estado de São Paulo" de José Damasceno Sampaio
- "História de Palmácia - da formação à emancipação" de Mateus Sampaio Andrade Rocha de Holanda Farias
- "ICMS no Transporte" de José Damasceno Sampaio
- "Impressões – Estudos de Literatura e Comunicação" de João Vianney Campos de Mesquita
- "Leitura Crítica do Reitor Teodoro Soares" de João Vianney Campos de Mesquita
- "Manual da Nota Fiscal Eletrônica NFe" de José Damasceno Sampaio
- "Manual de Orientação na Contratação do Carreteiro Autônomo" de José Damasceno Sampaio
- "Mecanismos de Promoção Editorial para as Universidades Federais do Nordeste" de João Vianney Campos de Mesquita
- "Minha Palmácia de Ontem" de Iolanda Campelo de Andrade Sampaio
- "Nova Legislação do ICMS no Transporte Rodoviário de Cargas" de José Damasceno Sampaio
- "O Arraial das Palmeiras se fez Palmácia" de José Hermínio Muniz
- "O Representante Comercial Autônomo" de José Damasceno Sampaio
- "O Termômetro de McLuhan" de João Vianney Campos de Mesquita
- "Organização Judiciária do Estado do Ceará" de José Damasceno Sampaio
- "Para além das Colunas de Hércules" de João Vianney Campos de Mesquita
- "Português Nosso de Cada Dia" de Vicente de Paulo Sampaio Rocha e Rosemir
- "Projeto de Identidade Global Una da UVA (em redondilhos maiores)" de João Vianney Campos de Mesquita
- "Raimundo Holanda – Tributo ao Mestre que Ensinou Fazendo" de João Vianney Campos de Mesquita
- "Resgate de Ideias – Estudos e Expressões Estéticas" de João Vianney Campos de Mesquita
- "Restos a Pagar – Ensaios e Recensões" de João Vianney Campos de Mesquita
- "Rotinas Trabalhistas - Extinção do Contrato Individual do Trabalho" de José Damasceno Sampaio
- "Sobre livros – aspectos da editoração acadêmica" de João Vianney Campos de Mesquita
- "UFC – Ciência, Cultura e Tecnologia" de João Vianney Campos de Mesquita

| “ | Palmácia lhe aguarda a chegada com o frescor da sombra e o calor da hospitalidade. | ” |

## Comunicação
Redes de Internet Móvel
Redes de Internet Móvel
- Claro - 4G
- Vivo - 4G
- Oi - 2G

Redes de Telefonia Móvel
- Claro.[47]
- Oi
- Vivo

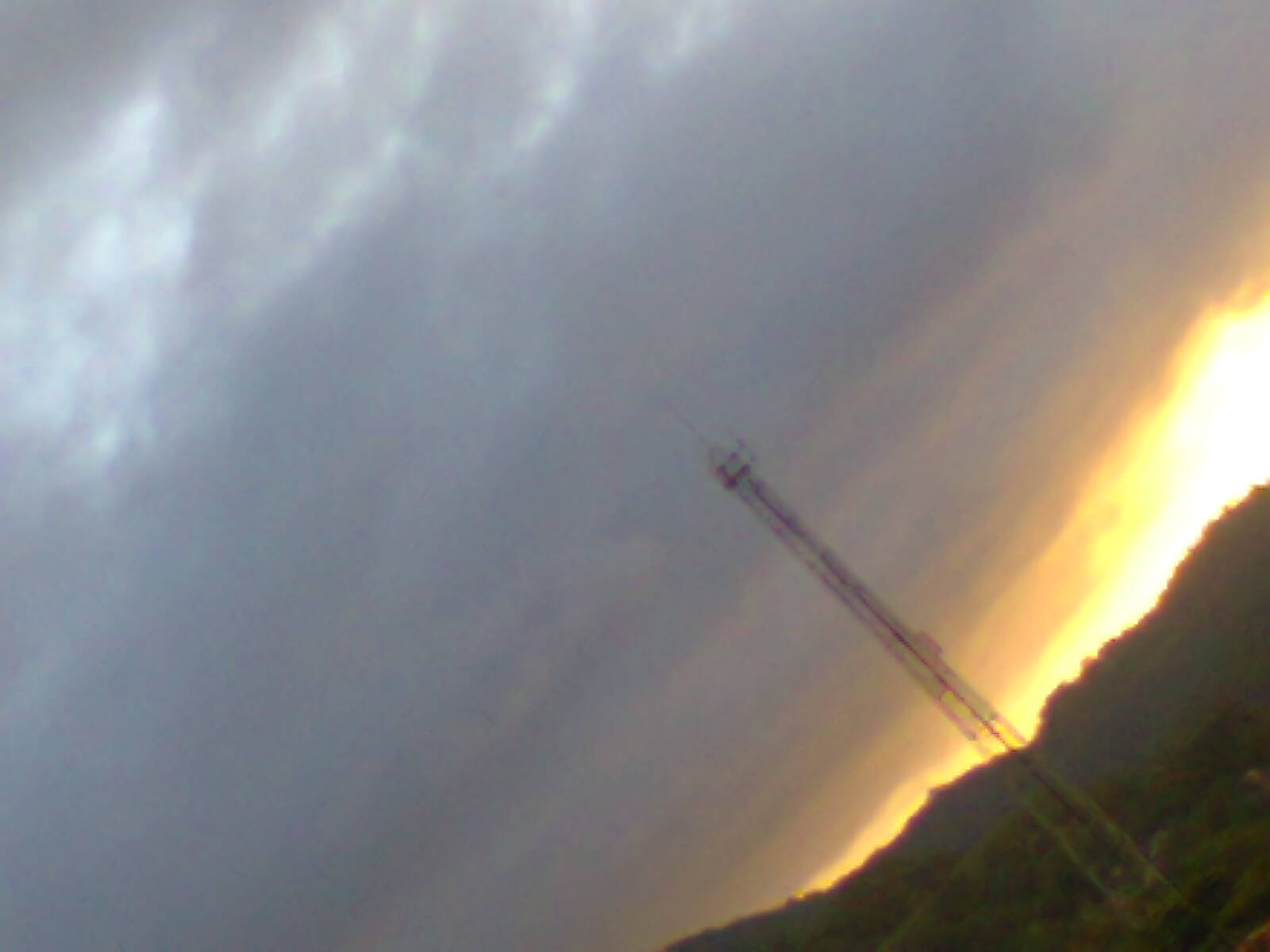
Antena da Claro

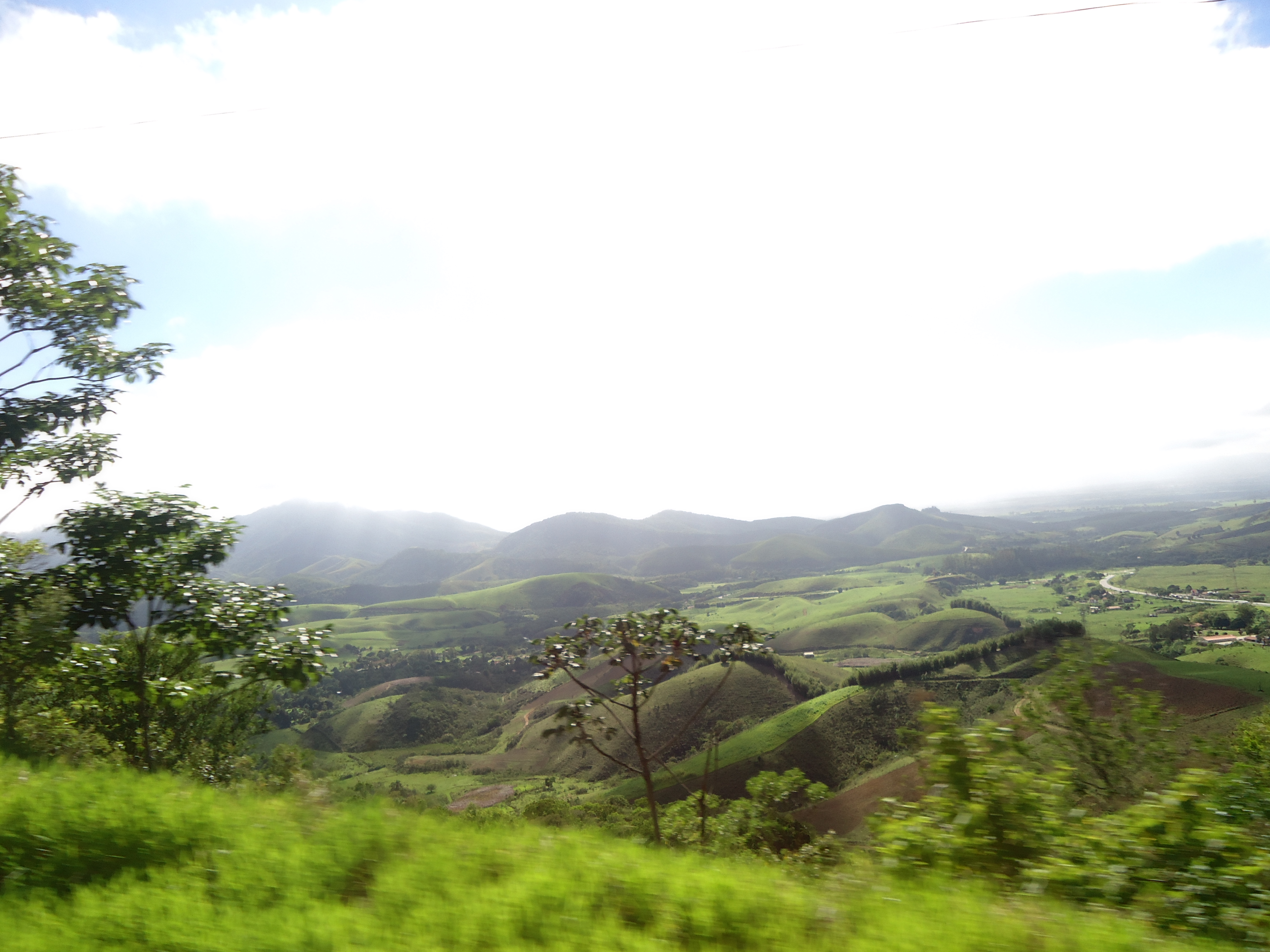
O relevo montanhoso de Palmácia, dificulta o sinal telefônico

Retransmissoras de televisão (canais analógicos )
- TV Verdes Mares - Rede Globo
- Rede Bandeirantes
- TV Jangadeiro - SBT
- TV Cidade - RecordTV
- TV Ceará - TV Brasil e TV Cultura

Emissoras de rádio FM
- Torre da Lua FM (Palmácia)
- Emissoras de Redenção e Baturité

Emissoras de rádio AM
- Emissoras de Fortaleza e Maranguape

## Turismo

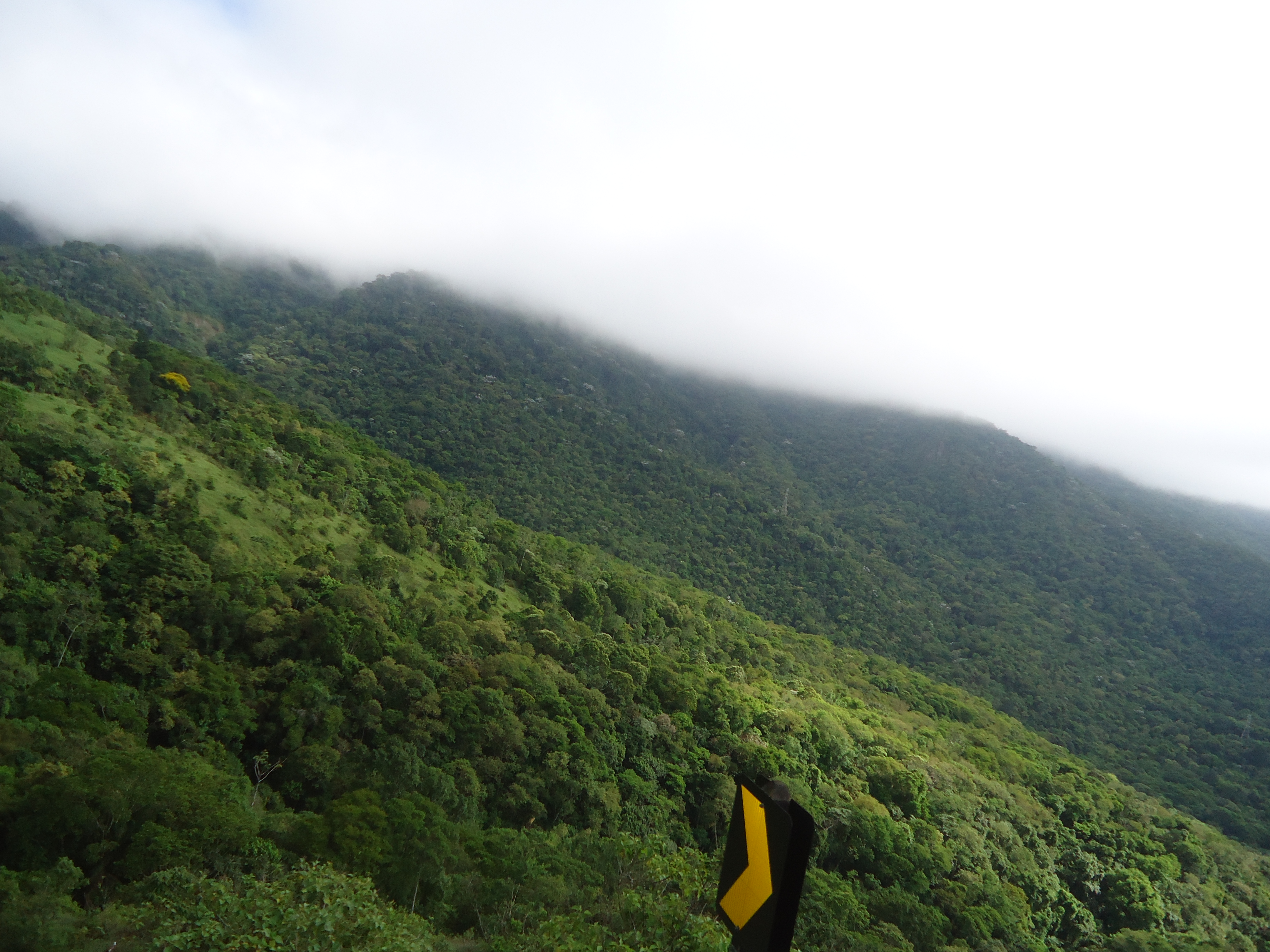
O clima serrano atrai milhares de pessoas todo ano à cidade

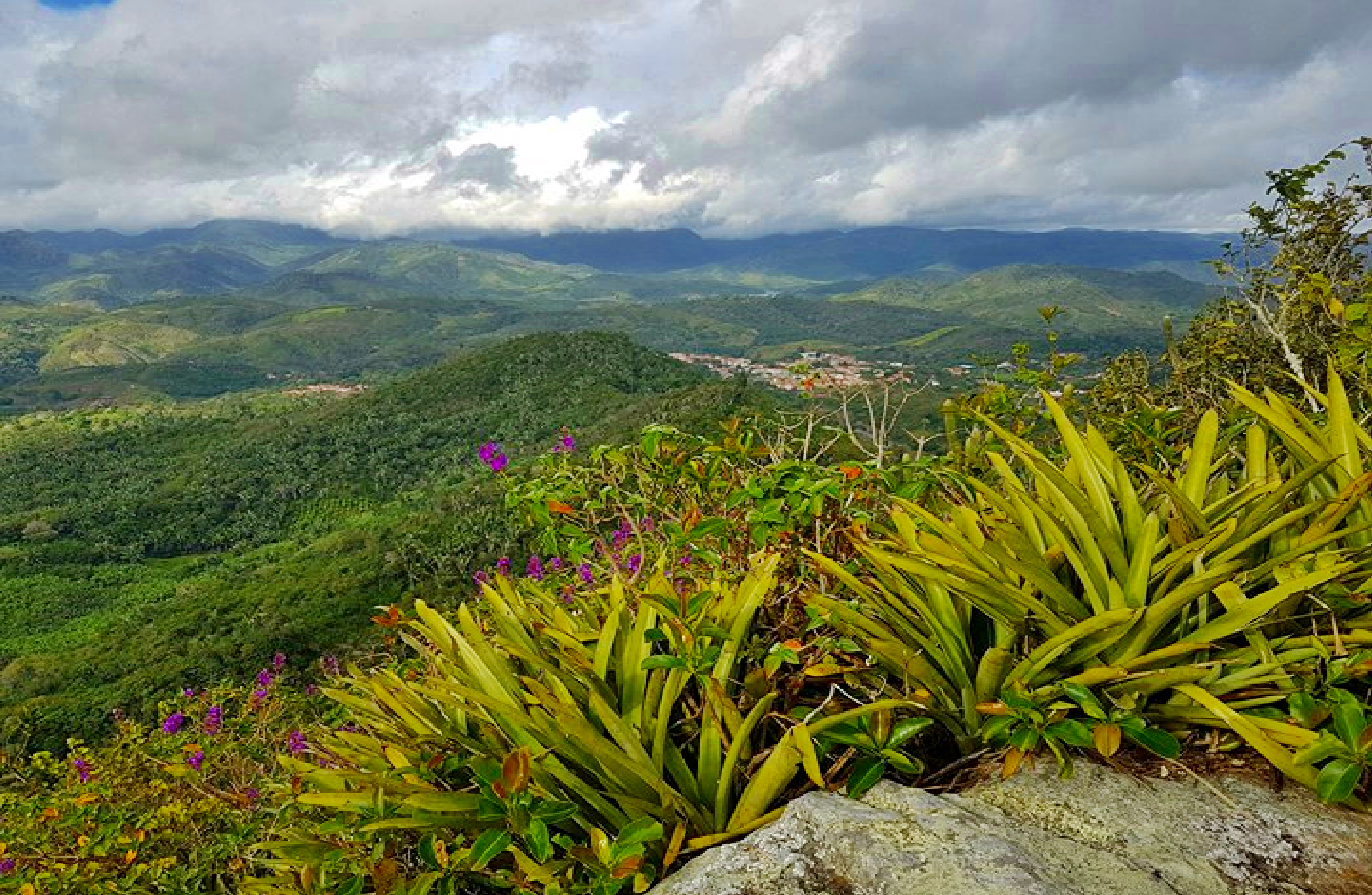
Vista a partir do Pico da Torre da Lua, um dos principais pontos para o ecoturismo em Palmácia.

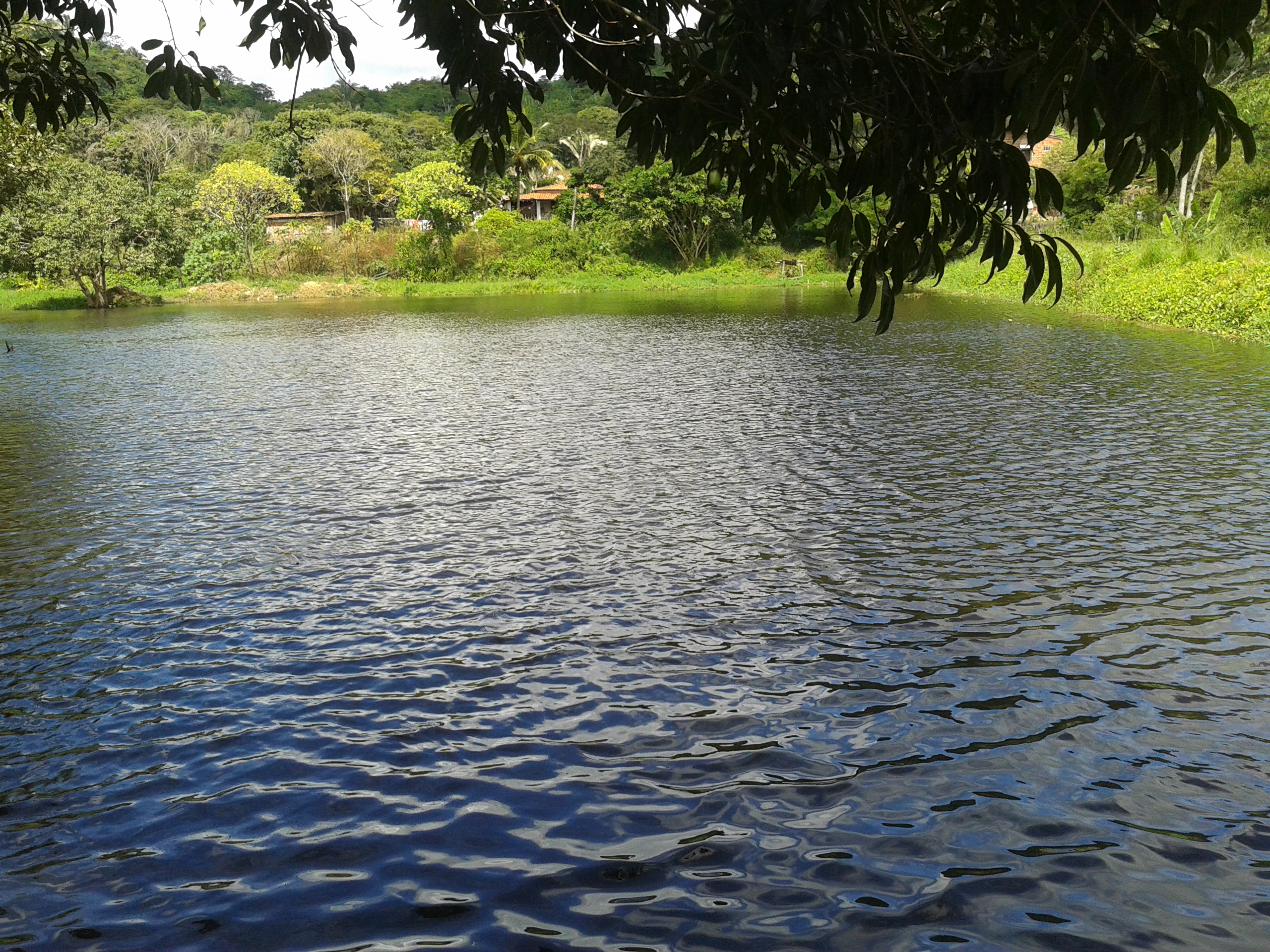
O Balneário do Japão, é uma das muitas opções da lazer da cidade

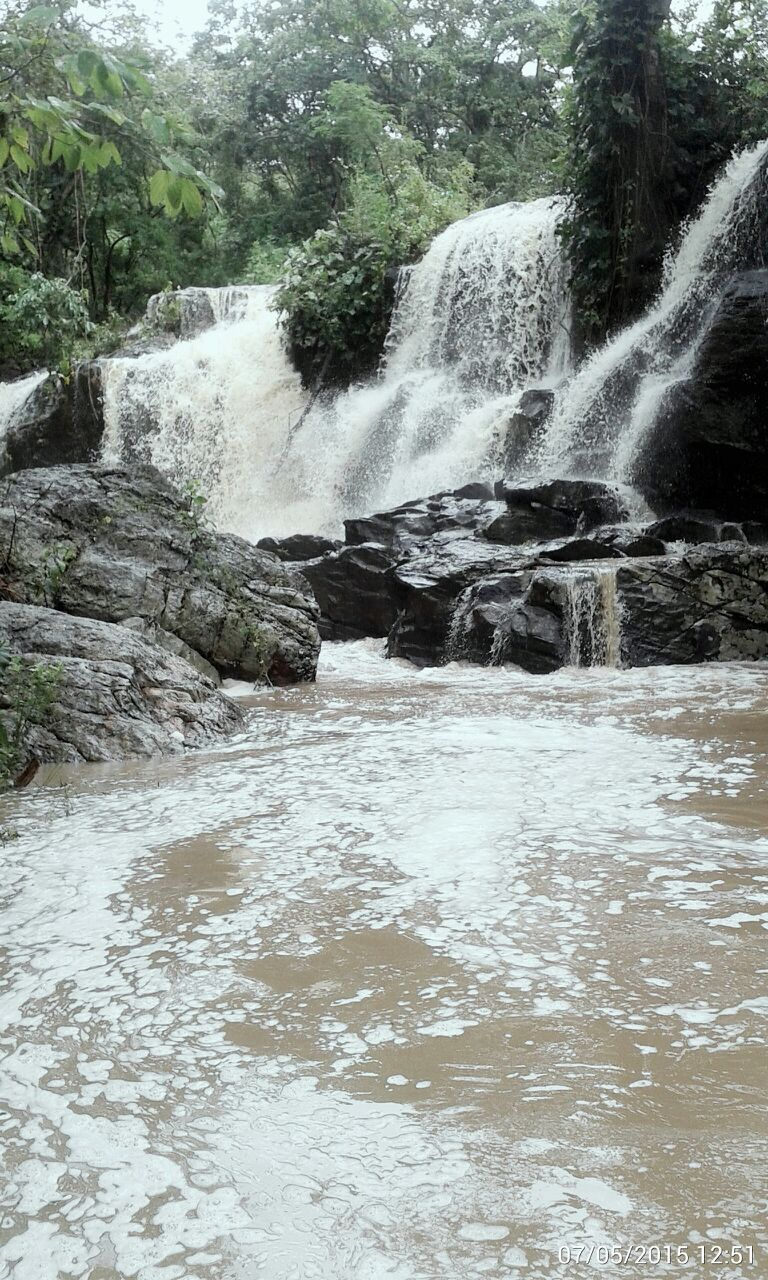
As cachoeiras se tornam a principal atração turística de Palmácia, no período chuvoso,na foto Cachoeira do Chuvisco, parcialmente cheia.

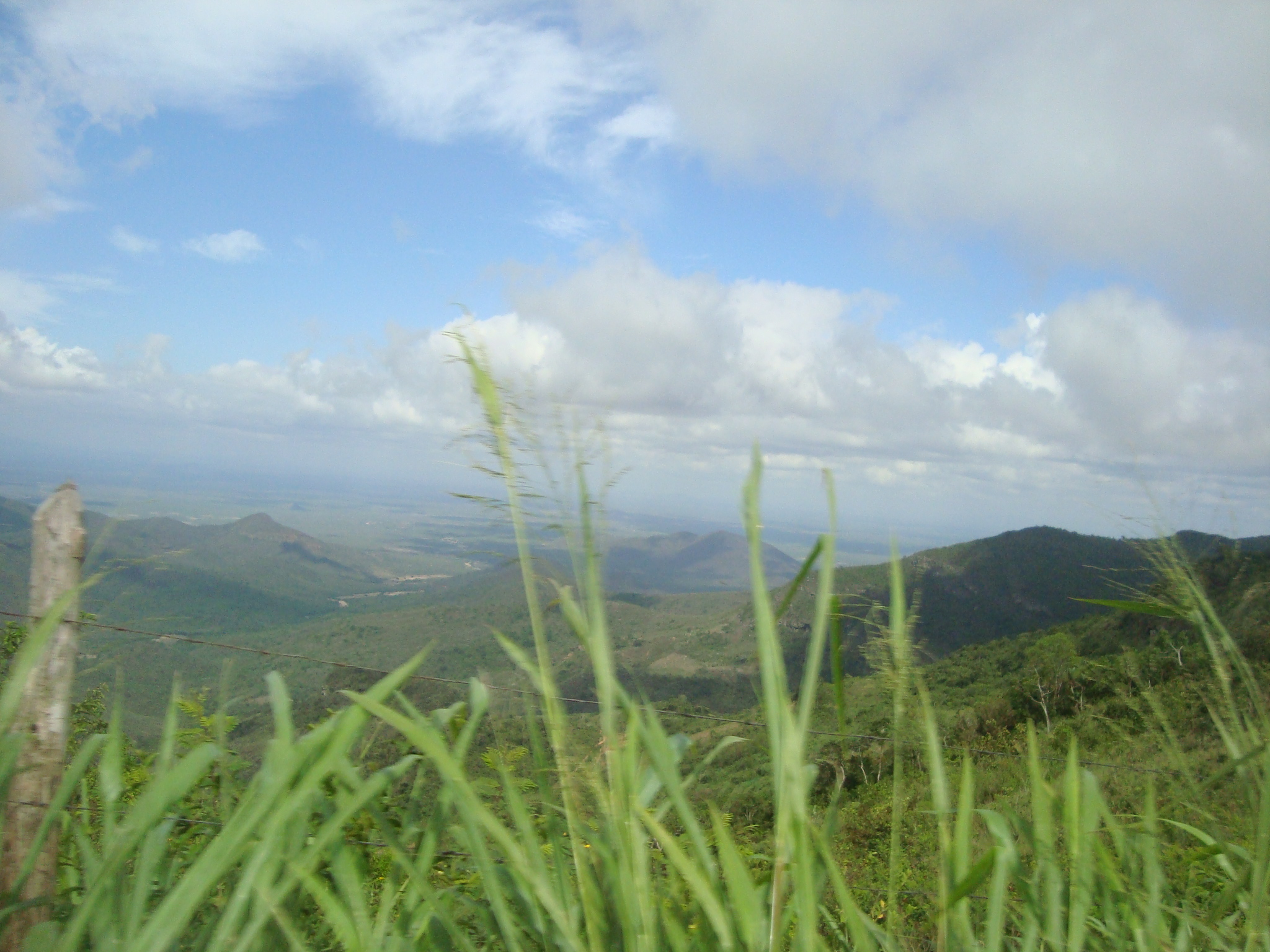
Encravada na Serra de Baturité, Palmácia encanta seus visitantes com suas montanhas e penhascos

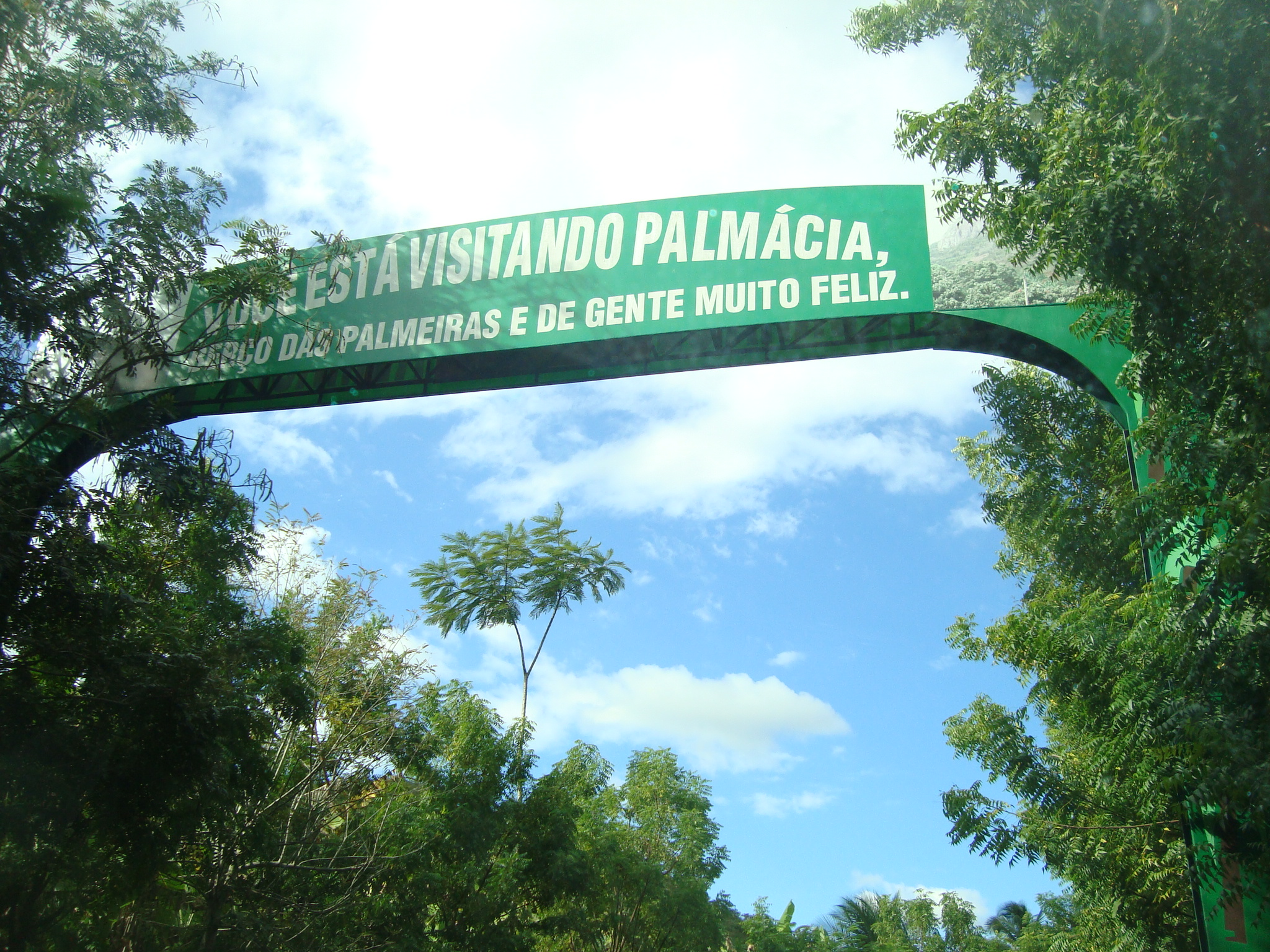
Pórtico de Entrada de Palmácia

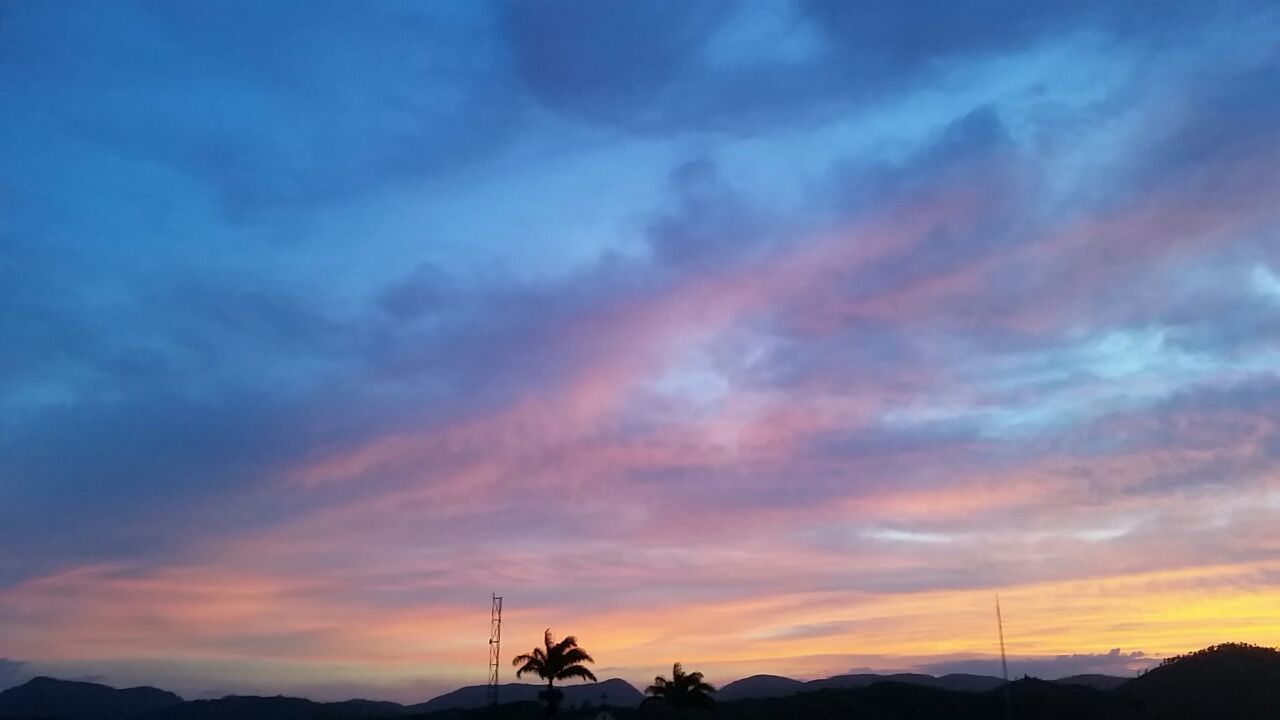
Pôr do Sol em Palmácia

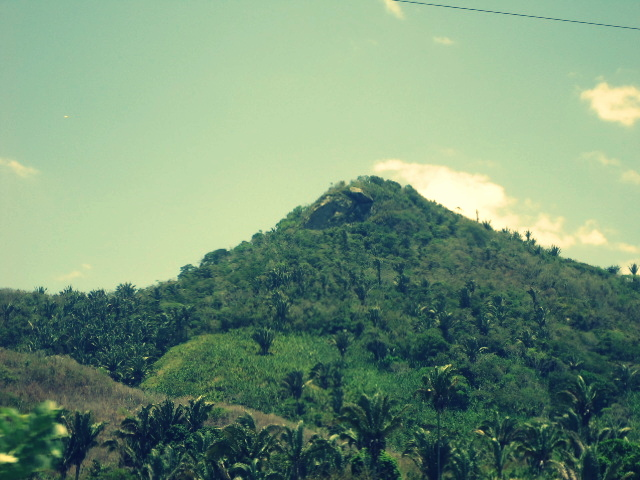
Torre da Lua, vista a partir da CE-065

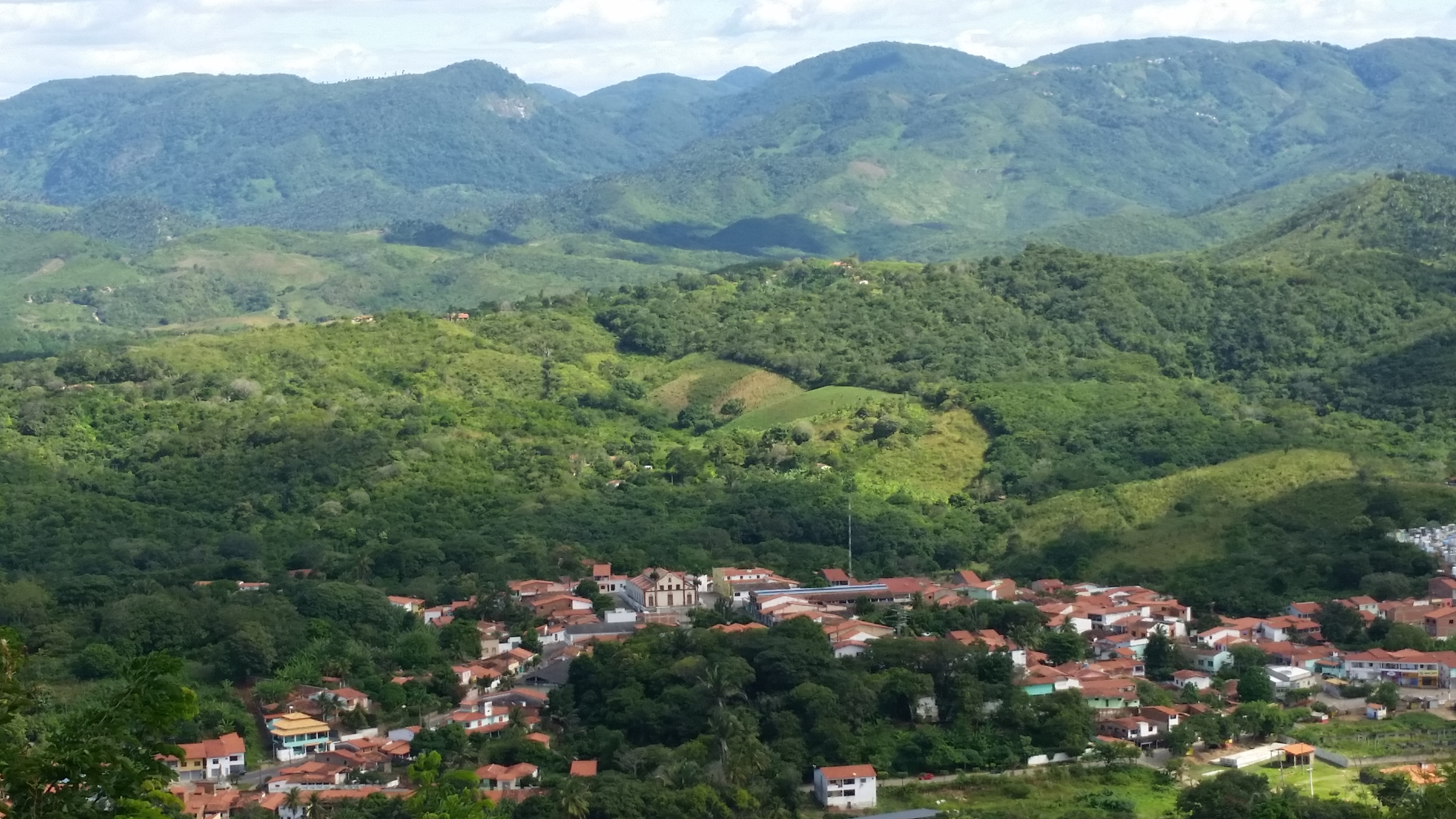
Vista de Palmácia a partir do Morro do Santo Cruzeiro

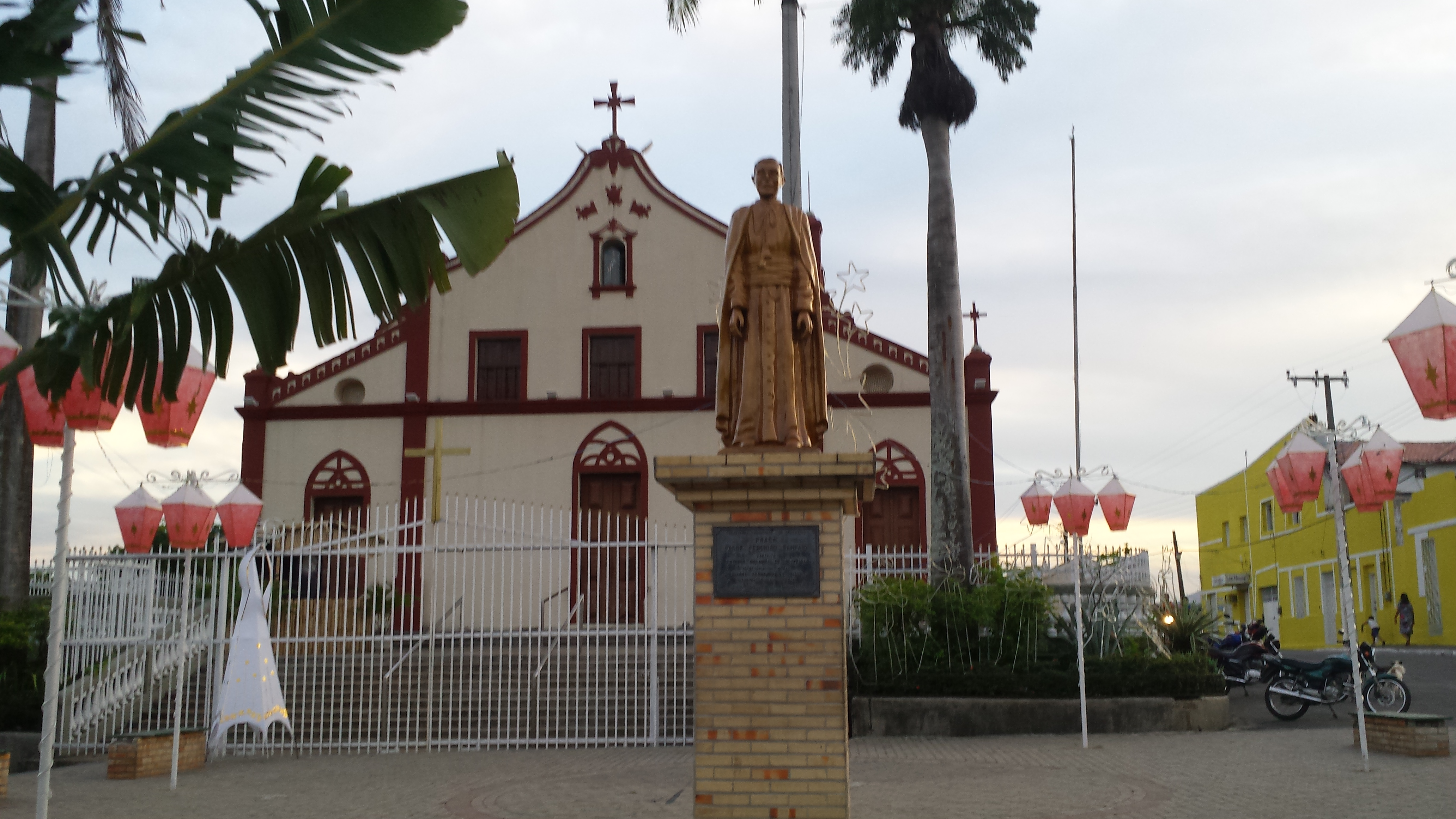
Igreja Matriz de São Francisco de Assis

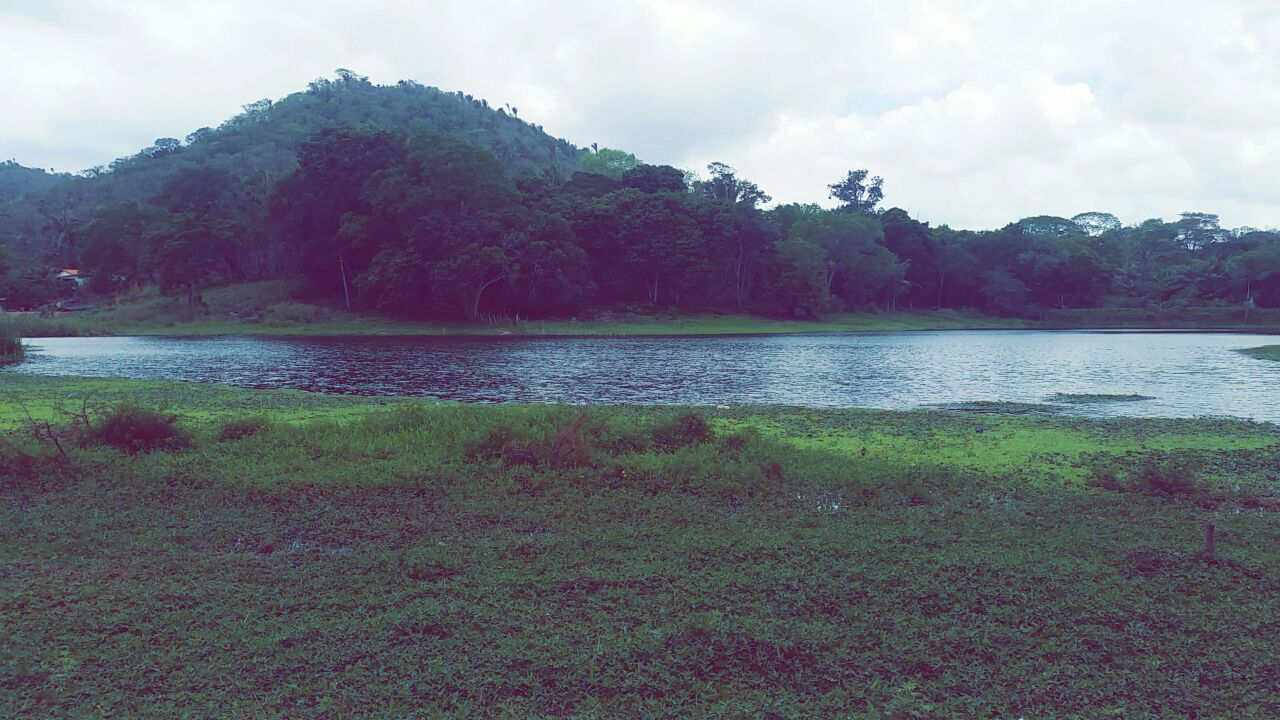
Açude da Comissão com Morro do Cruzeiro ao fundo

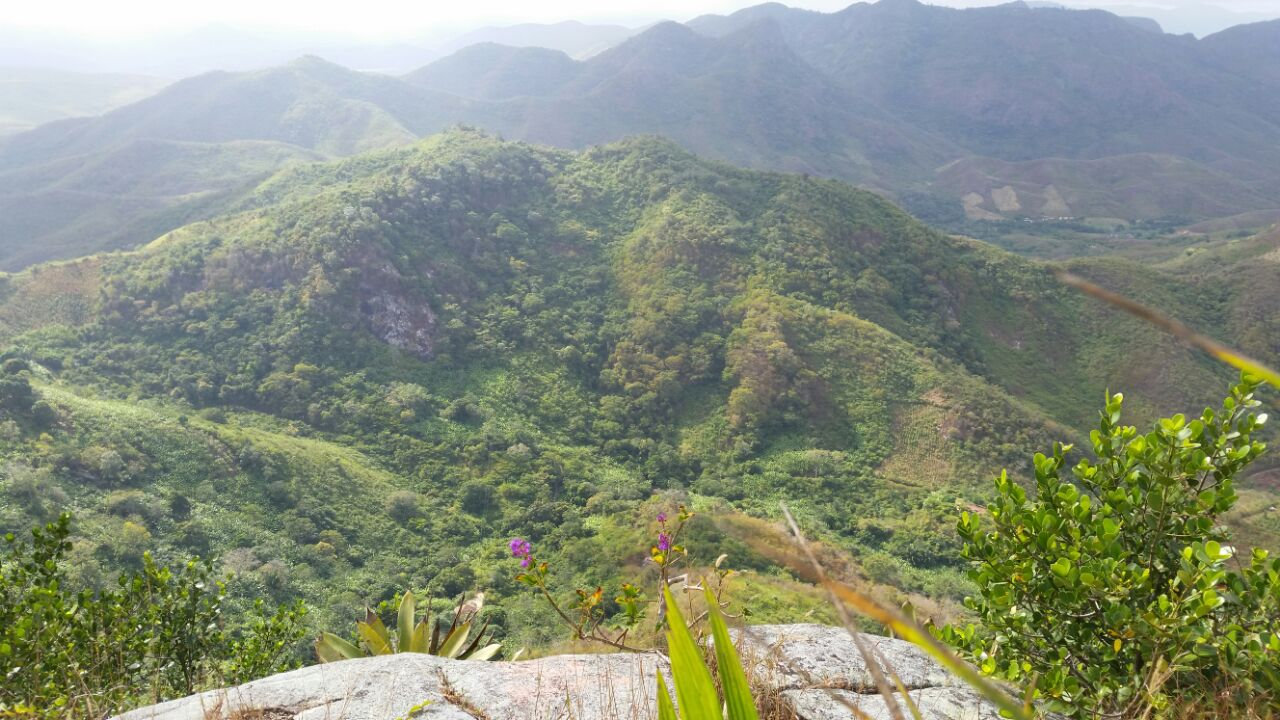
Visão Leste da Pedra do Bacamarte

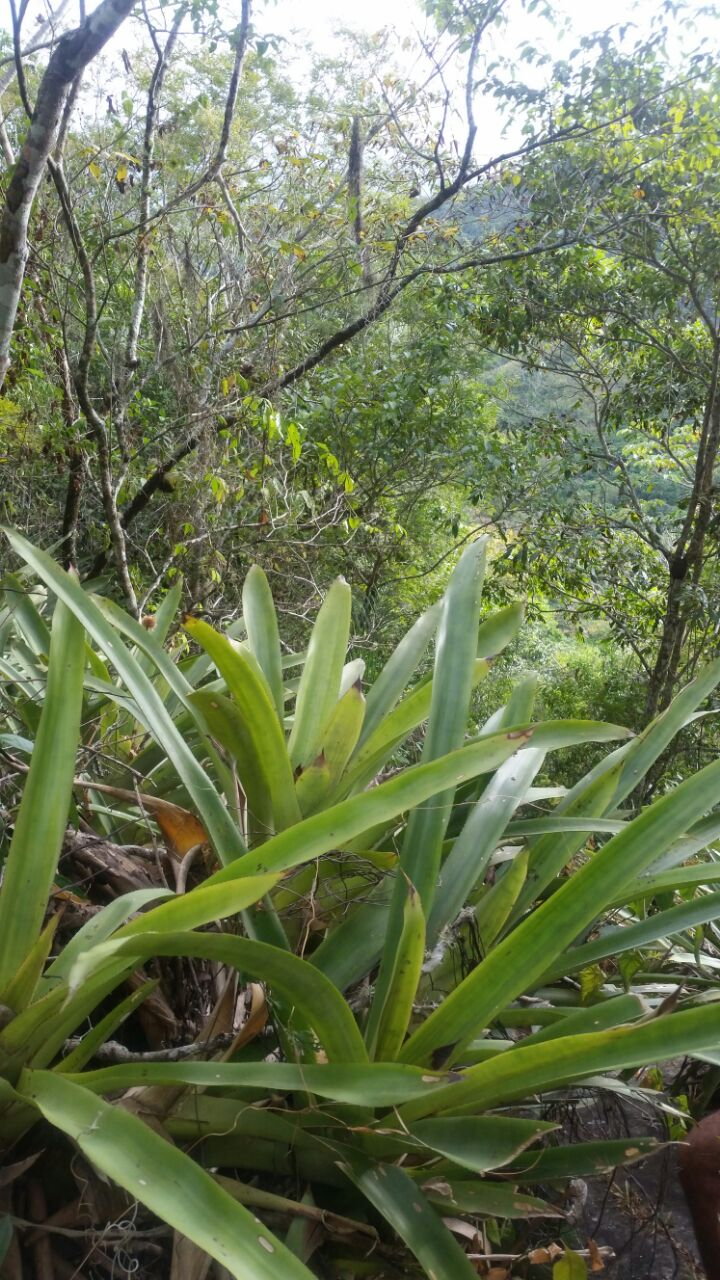
A rica flora de Palmácia é um dos principais fatores que atraem biólogos,pesquisadores e amantes da natureza ao município

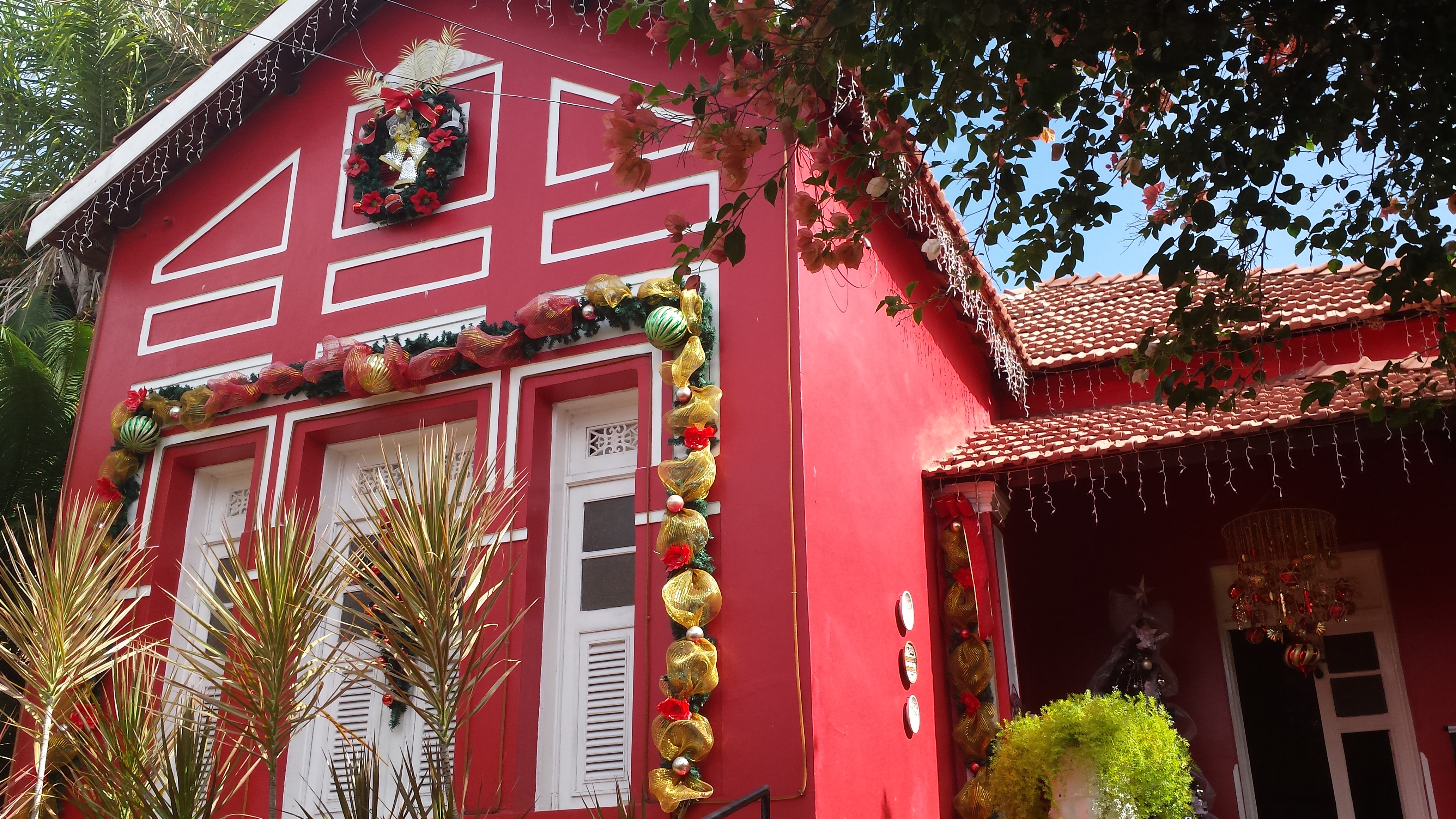
O Solar dos Sampaios em época de natal.

O turismo representa um forte componente da economia do município, graças a atrativos como o clima serrano, belas paisagens e eventos acolhidos durante todo o ano, como o CARNAPAL, o Festival de Quadrilhas, o tradicional festival de forró, Xamegão, os festejos de São Francisco de Assis e o Réveillon.
Com uma população de oito mil habitantes na zona rural, Palmácia é um município privilegiado pela natureza. A Estrada que liga Maranguape a Palmácia (CE-065), local chamado de Mirante da Serra, permite divisar paisagens naturais de grande beleza. Além do clima ameno, o município é entrecortado por quedas d'água e montanhas. A Pedra do Bacamarte é respeitada pelos alpinistas por sua altura e imponência. A Pedra da Torre da Lua, o platô Encontro dos Ventos, o Penhasco São João,o Morro do Caititu, o Poço dos Cachorros, a Pedra Vó Maria e as cachoeiras do Salto, do Oratório, do Cafundó, do Olival (Cláudio), do Paulo Tadeu, das Lajes e do Chuvisco, uma das nascentes do Rio Ceará, são apenas algumas das atrações que encantam turistas e visitantes.
Em meio ao verde exuberante da Serra de Guaramiranga, Palmácia se destaca pela sua paisagem, casarios antigos, praças e jardins floridos.
Os relevos favorecem a prática de várias modalidades de esportes de aventura, destacando-se de modo especial o voo livre e o parapente, tendo como a Rampa de Palmácia e a Pedra da Torre da Lua, como locais propícios para a pratica desses esporta, colocando assim a cidade na rota do turismo de aventura brasileiro.
As trilhas ecológicas podem ser feitas nos mais diferentes níveis. A trilha do Bacamarte é considerada pesada, com dois quilômetros de subida íngreme. Como recompensa que alcança o topo avista os municípios de Maranguape, Redenção, Acarape e Fortaleza. A trilha da Torre da Lua é mais suave, com uma passagem pela mata atlântica e uma grande visão do vale onde está estabelecida a comunidade do Basílio.
Outro local turístico e extrema beleza é a Água Verde, região onde se destaca a variedade de fauna e flora de suas paisagens naturais. A área é utilizada como área de pesca esportiva e de estudos ecológicos, além da pescaria na Fazenda Água Verde.
Os prédios históricos e seu valor histórico são outra característica do município. O Solar dos Sampaios, construído em estilo suíço e holandês, e o Casarão dos Linhares, construído pelo irmão do presidente José Linhares, são um dos principais pontos turísticos da cidade. A Igreja Matriz de São Francisco de Assis é outro prédio histórico do município, construída ainda no período do Brasil Império, tem fachada original e encanta seus visitantes. Destaca-se também o Palácio das Palmeiras, sede do poder executivo municipal, a Casa de Maria Amélia Perdigão Sampaio, a Residência do Sr. Renato Sampaio Andrade, a Casa de Joaquim de A. Sampaio e o Mercado Público Municipal.
Além dos prédios históricos, Palmácia possui locais de evidente importância histórica, como o Açude da Comissão, construído pelo Imperador Pedro II do Brasil, durante a Seca dos Dois Setes, o local destaca-se por sua beleza e por seu lindo pôr do sol.
As praças da cidades são pontos de encontro de turistas e moradores, recebendo os mais diversos eventos culturais e artísticos, entre elas destacam o Paço Municipal, a Praça Leôncio Macambira, a Praça Pe.Perdigão Sampaio e a Praça Estação das Artes e Lazer de Palmácia. A cultura no município é desenvolvida pela SEMUC e pela Escola de Artes Casulo.
Nos finais de semana é comum moradores e turistas se refugiarem nas várias chácaras, sítios e fazendas da cidade, incluindo também os balneários, como o Balneário São Lourenço, ou Japão, o Balneário Zé Moisés, o Balneário Vale das Palmeiras e o Balneário Lagoa Bar. Alguns desses "banhos" possuem uma grande infraestrutura para receber centenas de banhistas nos finais de semana, como restaurantes, piscinas, quadras e campos de futebol.
A observação de aves é um passeios de ecoturismo em Palmácia, devido à sua biodiversidade é possível observar-se as mais diversas especies de aves, como o Periquito Cara Suja, a ave mais ameaçada de extinção no país, essa prática que tem como objetivo a observação das aves em seu habitat natural, sem interferir no seu comportamento ou no seu ambiente. A cavalgada e passeios de charrete também estão disponíveis em algumas fazendas do município.
Nas rotas turísticas da cidade há também a Pedra do Bacamarte, local ideal para eco-trekking, trilhas e rapel e a Torre da Lua, ideal para camping e pratica de voo livre e parapente.
No turismo religioso destacam-se na cidade, suas simples e lindas capelas,a Estátua de São Francisco de Assis, o Morro do Cruzeiro, a Via Sacra do Santo Cruzeiro, o Arco de São Francisco e a Fábrica Artesanal de terços e produtos religiosos de madeira.
Conhecida também por suas belezas naturais inexploradas o município é explorado por turistas aventureiros que percorrem suas trilhas desfrutando do magnífico contato com a natureza. Seja para apreciar as vistas privilegiadas do alto de seus picos, seja para praticar esportes radicais como o rapel e o paraglayder, a certeza é que todos saem satisfeitos com os mistérios explorados.
Palmácia faz parte do Circuito Turístico ou Polo Turístico Serra de Guaramiranga, que reúne oito cidades do Maciço de Baturité Palmácia, Pacoti, Guaramiranga, Mulungu,Aratuba, Baturité, Capistrano e Redenção).
A procura de sossego ou a procura de aventura o turista encontrará em Palmácia a paz e o descanso espiritual aliados à hospitalidade ímpar do povo cearense.
- Água Verde: região de fácil acesso e de extrema beleza, onde se destaca a variedade de fauna e flora de suas paisagens naturais. A área é utilizada como área de pesca esportiva e de estudos ecológicos.[30]
- Açude da Comissão:[56] localizado na sede do município de Palmácia, o Açude da Comissão é um dos destaques da região por sua beleza. Foi construído a mando de Dom Pedro II.
- Balneário do Japão: Situado na localidade do Japão, próximo a sede do município de Palmácia, é uma ótima opção de lazer e para curtir o dia com a família, o balneário conta também com restaurante.
- Bica: trata-se de uma fonte perene, localizada na sede urbana.
- Biblioteca Professor Vicente Sampaio: situada no município de Palmácia, nela encontra-se o Bicho da Água Verde, um jacaré espalhado, foi destaque nacional na década de 60, pelos populares pensarem que se tratava de um dinossauro, visitando a Biblioteca é possível conhecer a história do Bicho da Água Verde e seu acervo de livros.
- Cabeça da Ladeira: Um dos vários mirantes naturais de Palmácia, a Cabeça da Ladeira localiza-se na localidade de Monte Claro, de lá é possível avistar a Região Metropolitana de Fortaleza e a Baixada da Água Verde.
- Cachoeira da Serra ou do Paulo Thadeu: Considerada uma das menores cachoeiras do mundo, ela escorre pelas margens da CE-065, na subida da Serra da Água Verdes, é local para fotos e para um banho em sua pequena bica.
- Cachoeira do Cafundó: Cachoeira de beleza extraordinária, está situada a poucos quilômetros da sede do município.
- Cachoeira do Chuvisco:[57] localizada a poucos quilômetros da sede do município de Palmácia, no distrito de Gado dos Ferros, é uma das principais quedas d'água do Maciço de Baturité. Apresentando várias quedas d'água sucessivas como se fossem degraus, formando piscinas naturais e sendo rodeada por mata atlântica.
- Cachoeira do Cláudio (Olival): situada próximo a localidade de Timbaúba permite excelente banho a seus visitantes.
- Cachoeira do Jacaré ou Poção do Nêgo: como muitos o conhecem, onde presenciamos paisagens naturais pouco habitada, fala-se de diversas lendas nas proximidades desta belíssima cachoeira. Por falar em várias lendas este habitat foi habitado por indígenas, onde observamos vários pilões em pedras.
- Cachoeira das Lajes: situada na zona rural do município de Palmácia, apresenta piscina natural, rodeada por mata atlântica. É uma das principais quedas d'água da serra e uma das mais bonitas da Serra de Baturité.
- Cachoeira do Oratório: é uma cachoeira brasileira situada na divisa dos municípios de Palmácia e Redenção, apresenta um belo lago formado pelas água das cachoeiras ótimo local para o banho.[58]
- Cachoeira do Papai: Localizada próximo a comunidade de Jandaíra.
- Cachoeira do Salto:[59] localizada no meu rio da Cachoeira do Chuvisco,após a localidade de Boqueirão, a Cachoeira do Salto encanta seus visitantes por sua beleza, altura e imponência.
- Casa de Joaquim de Almeida Sampaio: Localizada a rua homônima, foi residência de um dos fundadores de Palmácia, Sr.Joaquim de Almeida Sampaio, a casa foi feita em estilo simples e já não conserva todos seus traços originais, foi construída no período imperial, sendo a primeira casa de alvenaria de Palmácia e atualmente a mais antiga da cidade.
- Casa de Maria Amélia Perdigão Sampaio: situada na sede do município, antiga residência da primeira professora pública de Palmácia, tem fachada original, em estilo simples, passou por uma intervenção artística do Projeto RASTRO, do Governo do Estado do Ceará.[60]
- Casa de Renato Sampaio Andrade: Localizada a Rua Padre Perdigão Sampaio, foi residência do Vereador Renato Sampaio Andrade (UDN), conserva-se a fachada original e porão de madeira.
- Casarão dos Linhares: localizado na subida da serra, na região da Água Verde, na cidade de Palmácia, era propriedade de Máximo Linhares, irmão do ex-presidente da república José Linhares.
- Descida da Serra da Água Verde: Na vertente que se dirige a Maranguape, descortinando um fundo de vale, uma planura com um manto verde de cana-de-açúcar, açudes e alambiques.
- Engenho dos Horácios: Localizado a 2 quilômetros da sede na comunidade do Basílio, o Engenho dos Horácios ainda moe cana para a fabricação de rapadura, alfinim, caldo de cana, cachaça, açúcar mascavo entre outros produtos. Destacando-se na venda dos mesmos e na visita ao processo de fabricação.
- Estátua e Arco de São Francisco: Foi construída em homenagem a São Francisco de Assis, padroeiro da cidade, fica localizado no encontro das ruas Joaquim de Almeida Sampaio com Salustiano Ribeiro Guimarães e Estrada de Baixo com Francisco de Queiróz, respectivamente, ambas no bairro da Comissão.
- Estátua do Padre Perdigão Sampaio: Foi construída em homenagem ao Padre Pedro Perdigão Sampaio, um dos mais ilustres filhos da Terra das Palmeiras. O monumento faz alusão ao cinquentenário emancipação do município e fica localizado na Praça Pe. Perdigão Sampaio, no Centro de Palmácia.
- Fábrica artesanal de terços e produtos madeira: O artesanato em madeira, representa forte componente da economia, pode-se encontrar desde bolsas, descansos de mesa até terços e santo.
- Horto do Caititu: próximo à divisa de Pacoti, o acesso é feito pela CE-065 seguindo para a localidade de Caititu, trata-se de um mirante natural.
- Igreja de São José: é outro ponto turístico de destaque, conhecido pelo valor histórico que apresenta.[61]
- Igreja Matriz de São Francisco de Assis: construção de estilo barroco, datada de 1881.[62]
- Mercado Municipal: localiza-se à Rua Padre Perdigão Sampaio, no centro histórico da cidade,comercializando verduras, frutas e outros produtos.
- Mirante da Boa Vista: O Mirante Natural da Boa Vista fica localizado na comunidade de Boa Vista a 5 quilômetros da sede do município, o mirante é acessível pela CE-065 seguindo pela Estrada da Boa Vista, o local é exuberante sendo possível observar paisagens de extrema beleza como os Lagos e toda região da Água Verde bem como montanhas circunvizinhas, como a Pedra do Bacamarte e toda a linha da serra.
- Mirante da Serra: localiza-se na CE-065 na cidade de Palmácia. Trata-se de um mirante natural no alto da serra, de onde pode-se avistar a transição da serra com o sertão cearense e toda região da Água Verde, tem-se visão dos açudes da Água Verde, Botija, Bu e das montanhas circunvizinhas, permitindo assim divisar paisagens naturais de extrema beleza, constituindo uma nova atração turística da cidade.[63]
- Morro do Cruzeiro e Via Sacra: próximo à sede de Palmácia, pode ser visto pela Praça da Matriz. Possui uma via sacra com todas as 14 estações e, ao topo, uma cruz representando o Santo Cruzeiro. O acesso é feito por uma trilha de mata atlântica. De lá, é possível observar a cidade de Palmácia e é considerado uma marco da fé de toda a região serrana.
- Paço Municipal:[64] Hodiernanente, sede da Prefeitura Municipal de Palmácia, o prédio já foi sede do Antigo Colégio Monsenhor Custódio. A praça 7 de Setembro, destaca-se por sua vegetação, além de receber feiras e eventos culturais nos finais de semana.
- Pedra do Bacamarte:[65] um dos principais pontos turísticos da região, a Pedra do Bacamarte é uma formação rochosa única no Nordeste, por muitos comparada com o Morro do Pão de Açúcar, no Rio de Janeiro. O acesso é feito por trilhas, mas pode ser vista da CE-065, na região da Água Verde, e no trecho Palmácia/Pacoti. É o local ideal para eco-trekking e rapel.
- Pedra Vó Maria:[66] um dos principais pontos turísticos da região, a Pedra Vó Maria é uma formação rochosa, na localidade de Araticum.
- Pedra da Gardênia:[67] um dos principais dos melhores locais para praticar rapel e escalada em rocha no Ceará, a Pedra da Gardênia destaca-se por sua imponência.
- Penhasco São João:[66] localizado na comunidade de São João, cerca de 900 m acima do nível do mar, o Penhasco proporciona ao visitante uma das mais belas vistas da região.
- Platô Encontro dos Ventos:[66] Cerca de 1000 m de altitude a região do Platô (Planalto) Encontro dos Ventos, atrai os turistas por sua fauna e flora, além do clima agradável e um cenário que permite divisar paisagens de beleza única.
- Poço dos Cachorros:[66] Localizado na localidade da Bica, próximo a sede do município, a Cachoeira do Poço dos Cachorros é o lugar ideal para picnics e slack line, além de um bom banho em suas piscinas naturais.
- Palácio das Palmeiras: está localizado no Paço Municipal Prefeito Francisco Damasceno Filho, em Palmácia, e é sede do poder executivo municipal.
- Pico da Torre da Lua:[68] está localizada no município de Palmácia, é local para trilha ecológica, com uma grande visão do vale onde está estabelecida a comunidade do Basílio, além de ser ideal para praticar esportes radicais, como parapente e asa-delta.
- Pórtico de Entrada: localiza-se na CE-065, no bairro do Novo Basílio.
- Praça Padre Perdigão Sampaio: Construída no século XX e reformada em 2008 é a principal praça da cidade, além de possuir uma arquitetura moderna, apresenta em bronze, a estátua de seu patrono.
- Rio Pacoti: nasce na região do Maciço e é um dos principais rios do Ceará.[69]
- Sobrado dos Sampaios: Situado a Rua Joaquim de A. Sampaio,no centro de Palmácia o prédio de 3 pisos conserva em seu estado original. construído no século XX, tem uma fachada em estilo holandês. Possui jardim de flores tropicais, lago artificial com peixes ornamentais e um mirante onde tem-se uma vista de toda a cidade e também das montanhas circunvizinhas.[70]

## Estrutura e planejamento urbano

### Energia, água, lixo e esgoto
A quase totalidade da energia consumida em Palmácia é fornecida pelas hidrelétricas da Chesf e distribuída pela COELCE, companhia que foi privatizada e adquirida pela então espanhola Endesa, que atualmente é controlada pela italiana Enel.
O abastecimento de água de Palmácia é feito pela Cagece e atende a 48,18% da população, beneficiando muitas famílias.

Apenas 10,97% das residências de Palmácia são ligadas a rede geral ou pluvial de esgoto, 3,15% das residências tem fossa séptica e a maioria 73% utilizam outras formas para eliminar os dejetos e 12,88% não tinham banheiros.
54% das residências da cidade tem coleta de lixo, e 85% tem energia elétrica.

### Saúde
O município de Palmácia conta com a Unidade Mista de Saúde Vírginia Rodrigues Simplício e com 5 Unidades de Atenção Primária à Saúde:
- Centro de Saúde Palmácia
- UAPS 28 de Agosto
- UAPS Bica
- UAPS Basílio
- UAPS Gado dos Ferros

### Educação

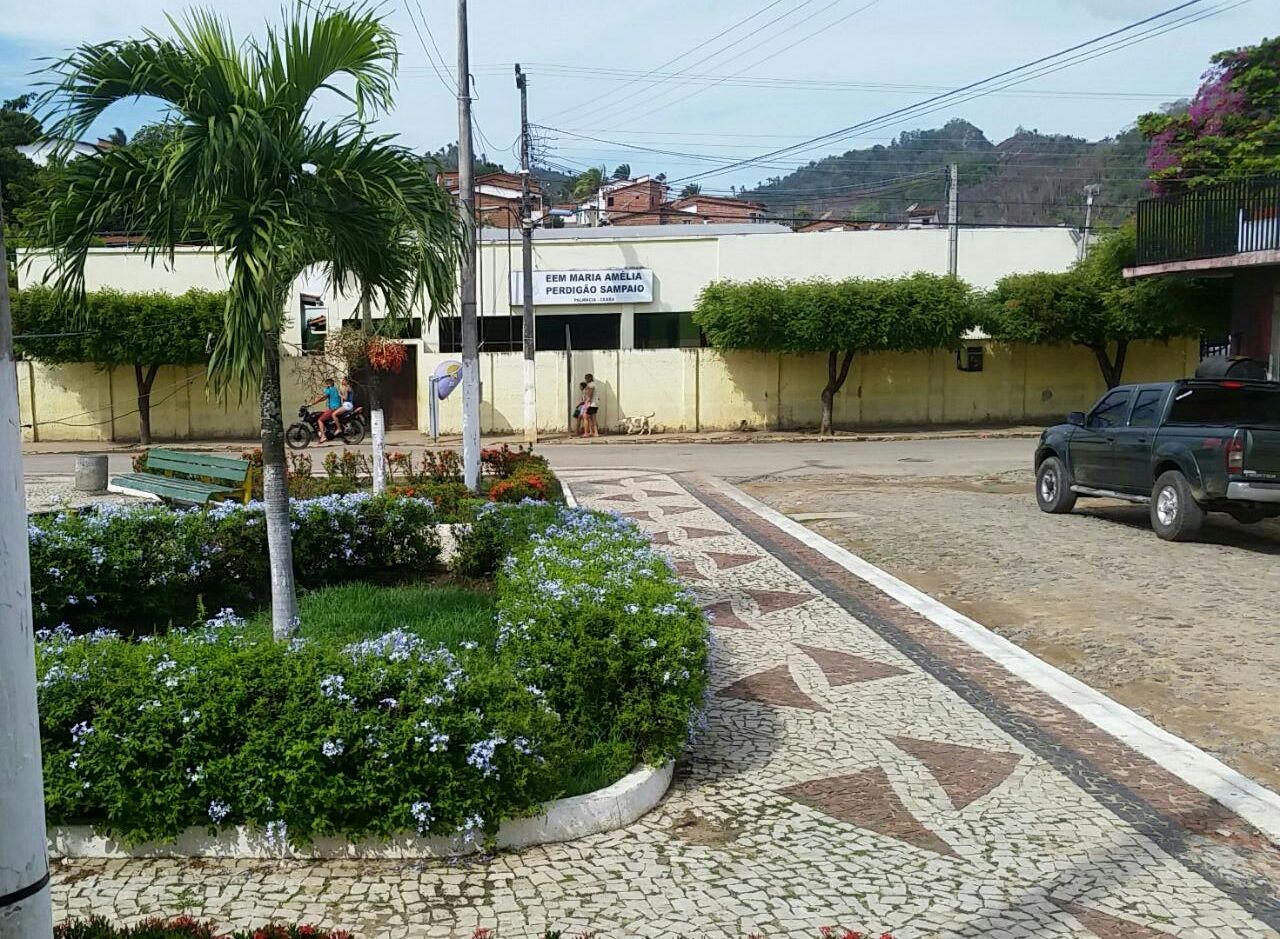
EEEM Maria Amélia Perdigão Sampaio

Palmácia tem 7 escolas públicas e 1 particulares totalizando assim 6 estabelecimentos de ensino. Na rede de ensino municipal a cidade tem em média 24 alunos por sala de aula, o percentual de aprovação da rede municipal é de 88.02%, 10.03% de reprovação e 1.05% de abandono. O município tem cerca de 150 professores ativos trabalhando nas redes municipais, estaduais e privadas.
- Escolas de Ensino Médio: EEMTI Maria Amélia Perdigão Sampaio (Centro) e EEEP Maria Giselda Coelho Teixeira (Basílio).
- Escolas de Ensino Fundamental: EMEF José Ildefonso Campos (Vila Campos), EMEF João Damasceno Vieira/Anexo Prefeito Jackson Pereira (Novo Basílio), EMEF Izaura Amélia Pereira (Bú), CERU Prefeita Felismina Campelo Macambira (Gado dos Ferros), EMEF Antônio Vieira (Gado dos Rodrigues), EMEF Ramilson Holanda Luz (antigo Monsenhor Custódio de Almeida Sampaio), EMEF Pe. Batista de Queiróz (Serra Nova) e Colégio Criativo (Centro).
- Escolas de Educação Infantil: CEI Antônio Martins

| 2005 | 3,3 | 2,7 |
| 2007 | 3,1 | 2,8 |
| 2009 | 3,4 | 3,6 |
| 2011 | 4,3 | 3,7 |
| 2013 | 4,9 | 3,6 |
| 2015 | 5,5 | 4,2 |

| Rede de ensino | Alunos matriculados | Professores |
| -------------- | ------------------- | ----------- |
| Municipal      | 2.282               | 108         |
| Estadual       | 548                 | 18          |
| Particular     | 178                 | 20          |

|                                                                                            |      |
| \| Ensino Fundamental \| 89 % \| \| Ensino Médio \| 11 % \| \| Educação Especial \| 1 % \| |      |
| Ensino Fundamental                                                                         | 89 % |
| Ensino Médio                                                                               | 11 % |
| Educação Especial                                                                          | 1 %  |

### Educação Superior
Palmácia conta com uma unidade da Faculdade Maciço de Baturité - FMB, situada na Rua Pedro Sampaio, no centro do município.

### Segurança Pública
Palmácia possui um destacamento da Polícia Militar, contudo não possui um delegacia de fato. A cidade ficou conhecida por sediar a Chacina de Palmácia.

## Política
O poder executivo do município de Palmácia é constituído pelo prefeito e seu gabinete de secretários e assessores,o poder legislativo na figura dos 9 vereadores da Câmara Municipal de Palmácia, que fiscalizam o executivo e discute as leis no âmbito municipal. O Poder Judiciário conta com uma vara judicial, o Fórum Des. Edgar Carlos de Amorim. Desde a sua emancipação política em 1957, Palmácia já teve 16 prefeitos eleitos. O prefeito atual é David Campos Martins, do Partido Republicano da Ordem Social, eleito em 2016 com 4 874 votos (63,83%), tendo como vice Idelfonso Neto Campos Araújo, do Partido Social Liberal. O Presidente da Câmara Municipal de Palmácia é o vereador Daniel Tupinambá do PR, integrante do bloco que atende aos anseios do povo. A sede do poder executivo é o Palácio das Palmeiras, localizado Paço Municipal Francisco Damasceno Filho (Praça 7 de Setembro) no centro do município. As secretarias municipais e os seus respectivos atuais secretários são dados na tabela a seguir:

### Administração atual
| Prefeito                     | Vice-prefeito                   |
| ---------------------------- | ------------------------------- |
| Marcondes Sousa Barbosa (PT) | Aderbal Rodrigues Correia (MDB) |

| Pastas de Palmácia - Gestão 2025-2028              | Pastas de Palmácia - Gestão 2025-2028          | Pastas de Palmácia - Gestão 2025-2028 |
| -------------------------------------------------- | ---------------------------------------------- | ------------------------------------- |
| Pasta                                              | Gestor                                         |                                       |
| Secretaria de Agricultura e Abastecimento          | Rosa Maria Martins Pereira                     |                                       |
| Secretaria de Administração e Finanças             | Wesley Gomes Pontes                            |                                       |
| Secretaria de Assistência e Desenvolvimento Social | Clautene Caetano Silveira                      |                                       |
| Secretaria da Cultura                              | Marcelo Àramys Diogo Andrade                   |                                       |
| Secretaria de Educação                             | Amanda Maria Sousa Damasceno                   |                                       |
| Secretaria de Esporte                              | Francisco Marvin Bezerra da Silva              |                                       |
| Secretaria de Obras e Meio Ambiente                | Francisco Marvin Bezerra da Silva              |                                       |
| Secretaria da Saúde                                | Mateus Sampaio Andrade Rocha de Holanda Farias |                                       |
| Secretaria de Turismo, Indústria e Comércio        | Rosa Maria Martins Pereira                     |                                       |
| Chefia de Gabinete                                 | Marcelo Áramys Diogo Andrade                   |                                       |
| Controladoria Geral do Município                   | Andrezza de Freitas Guimarães                  |                                       |
| Procuradoria Geral do Município                    | João Mateus Borges                             |                                       |

| Legislatura 2025-2028                  | Legislatura 2025-2028 | Legislatura 2025-2028 |
| -------------------------------------- | --------------------- | --------------------- |
| Nome                                   | Partido               |                       |
| Valdirene Vidal                        | PSB                   |                       |
| Aurélio Júnior Campos                  | MDB                   |                       |
| Jairo Alves                            | PSB                   |                       |
| Hosana Jacaúna Barbosa                 | União Brasil          |                       |
| Dr. da Dona Alzira                     | MDB                   |                       |
| Sammy do Paredão                       | PSB                   |                       |
| Deivin                                 | União Brasil          |                       |
| Cleto de Castro                        | União Brasil          |                       |
| Zé Hélio                               | PT                    |                       |
| Em negrito está o presidente da câmara |                       |                       |

### Prefeitos
A cidade de Palmácia, desde de sua emancipação política teve 17 prefeitos.